# Liste von Söhnen und Töchtern der Stadt São Paulo
Die Liste von Söhnen und Töchtern der Stadt São Paulo zählt Personen auf, die in der brasilianischen Metropole São Paulo geboren wurden und in der deutschsprachigen Wikipedia mit einem Artikel vertreten sind. Die Liste erhebt keinen Anspruch auf Vollständigkeit.

## 18. Jahrhundert

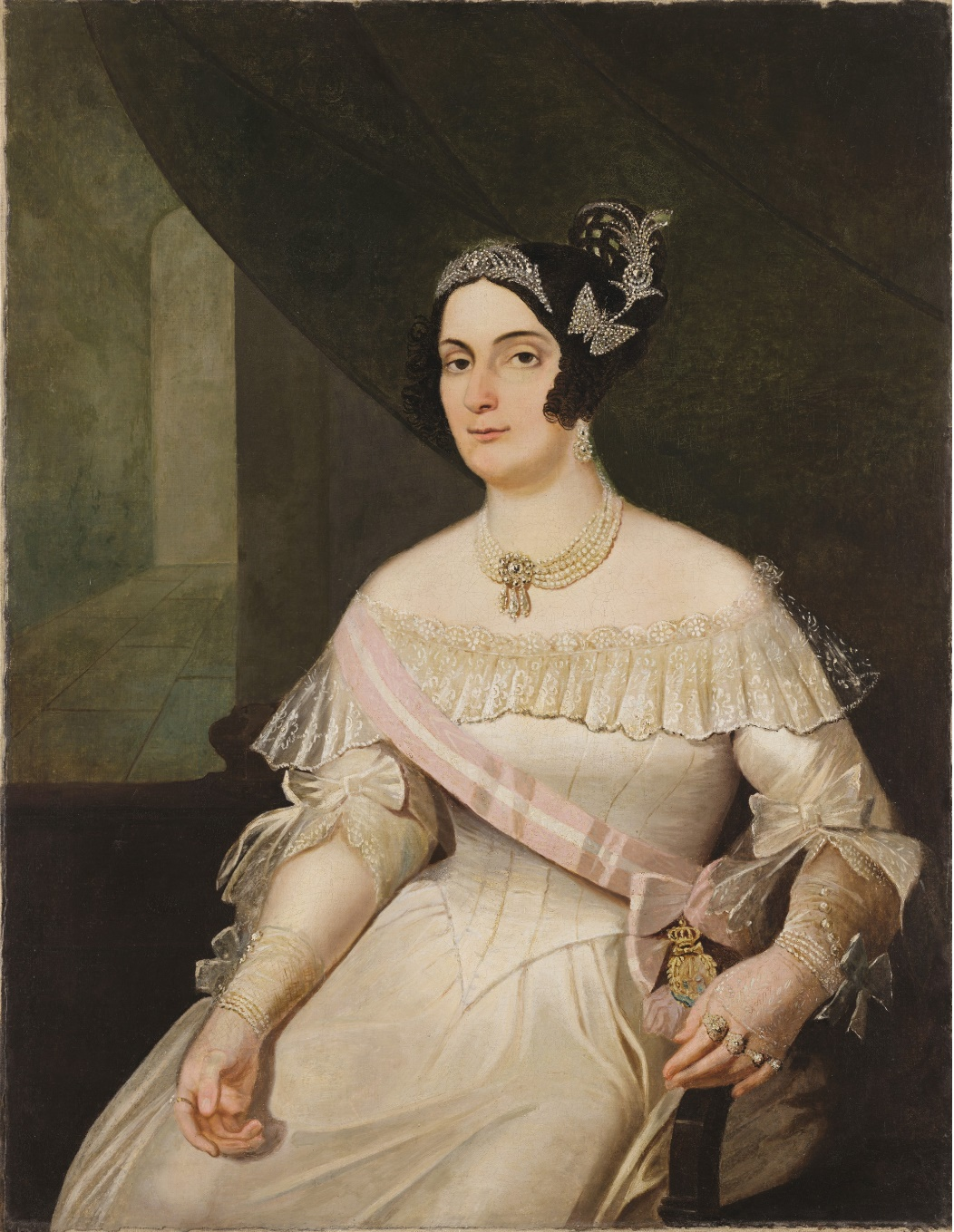
Domitília de Castro Canto e Melo
(1797–1867)

- Teresa Margarida da Silva e Orta (1711–1792), Schriftstellerin
- Domitília de Castro Canto e Melo (1797–1867), Herzogin von Santos
- José Antônio dos Reis (1798–1876), Bischof von Cuiabá

## 19. Jahrhundert

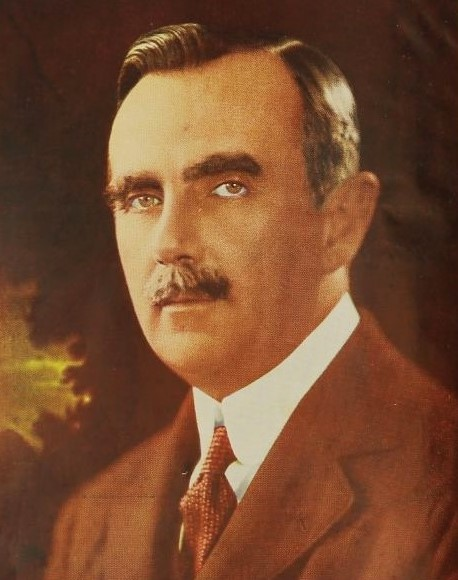
Charles William Miller
(1874–1953)

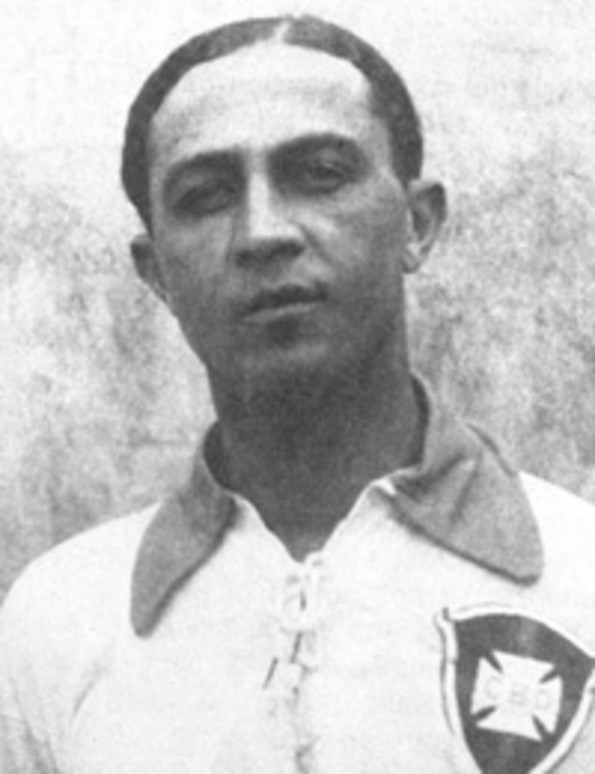
Arthur Friedenreich
(1892–1969)

- César Sauvan Jaurú (1824–1897), Politiker
- Álvares de Azevedo (1831–1852), Schriftsteller
- José de Camargo Barros (1858–1906), römisch-katholischer Geistlicher, Bischof von São Paulo
- Alexandre Levy (1864–1892), Komponist und Pianist
- Charles William Miller (1874–1953), Fußballspieler
- Gastão Liberal Pinto (1884–1945), römisch-katholischer Geistlicher, Bischof von São Carlos do Pinhal
- Olavo Egídio de Souza Aranha Jùnior (1887–1972), Bauunternehmer
- Anita Malfatti (1889–1964), Malerin
- Oswald de Andrade (1890–1954), Schriftsteller
- Manoel Alencar do Monte (1892–unbekannt), Fußballspieler
- Píndaro de Carvalho Rodrigues (1892–1965), Fußballspieler und -trainer
- Arthur Friedenreich (1892–1969), Fußballspieler
- Mário de Andrade (1893–1945), Schriftsteller
- Bertha Lutz (1894–1976), Herpetologin und Frauenrechtsaktivistin
- Francisco Casabona (1894–1979), Komponist
- Manuel Nunes (1895–1977), Fußballspieler und -trainer
- Ciro de Freitas Vale (1896–1969), Jurist, Diplomat und Außenminister
- José Maria da Silva Neves (1896–1978), Aquarellist, Architekt und Hochschullehrer
- Francisco Mignone (1897–1986), Komponist
- João de Souza Lima (1898–1982), Pianist, Komponist und Dirigent
- Jenny Klabin Segall (1899–1967), jüdische Schriftstellerin, Übersetzerin und Pianistin
- Ernesto de Paula (1899–1994), römisch-katholischer Geistlicher, Bischof von Piracicaba
- José Ribas (1899–nach 1933), argentinischer Leichtathlet
- Carl Abraham Bresser (1804–1856), Planer der Stadt Sao Paulo

Außerdem:
- Mesquita, eine der einflussreichsten Familien Brasiliens

## 20. Jahrhundert

### 1901–1910

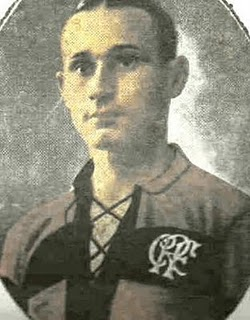
Píndaro de Carvalho Rodrigues
(1901–1965)

- Sérgio Buarque de Holanda (1902–1982), Journalist, Schriftsteller und Historiker
- Walter Burle Marx (1902–1990), Komponist, Pianist und Dirigent
- Gerolamo Quaglia (1902–1985), italienischer Ringer
- Thereza de Marzo (1903–1986), Pilotin
- Tino Bianchi (1905–1996), italienischer Schauspieler
- Anfilogino Guarisi (1905–1974), brasilianisch-italienischer Fußballspieler
- Antônio Maria Alves de Siqueira (1906–1993), Erzbischof
- Caio Prado Júnior (1907–1990), Historiker, Geograph, Schriftsteller und Politiker
- Heinz Flügel (1907–1993), deutscher Publizist, Schriftsteller und Hörspielautor
- Chico Landi (1907–1989), Automobilrennfahrer
- Plinio Correa de Oliveira (1908–1995), Politiker und Publizist
- Lelita Rosa (1908–1980), Filmschauspielerin
- Pietro Sernagiotto (1908–1965), brasilianisch-italienischer Fußballspieler
- Edma Abouchdid (1909–1992), libanesische Medizinerin und Hochschullehrerin
- Euclydes Barbosa (1909–1988), Fußballspieler
- Vicente Feola (1909–1975), Fußballspieler und -trainer
- José Jobim (1909–1979), Diplomat und Wirtschaftswissenschaftler
- Roberto Burle Marx (1909–1994), Landschaftsarchitekt
- Ada Rogato (1910–1986), Pilotin

### 1911–1920

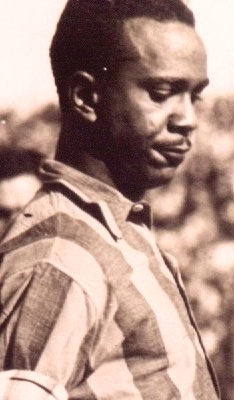
Waldemar de Brito
(1913–1979)

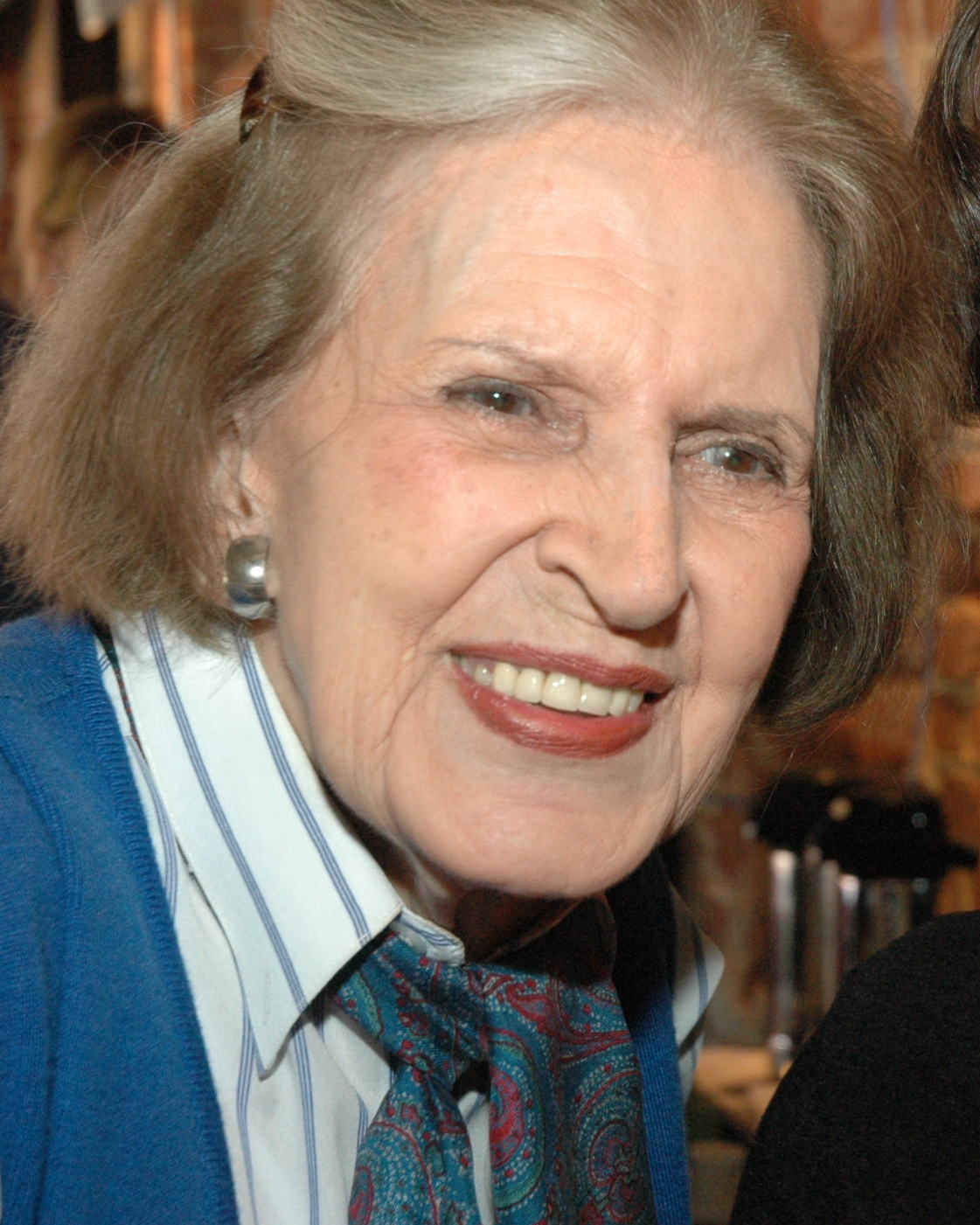
Lygia Fagundes Telles
(1918–2022)

- Antônio Barbosa (1911–1993), römisch-katholischer Erzbischof von Campo Grande
- Vicente Ângelo José Marchetti Zioni (1911–2007), römisch-katholischer Geistlicher und Erzbischof von Botucatu
- Waldemar de Brito (1913–1979), Fußballspieler
- José Magnani (1913–1966), Radrennfahrer
- Colette Pujol (1913–1999), Malerin, Zeichnerin und Lehrerin
- Hermínio de Brito (* 1914; † nach 1945), Fußballspieler
- Garoto (1915–1955), Gitarrist und Komponist
- Maria Lenk (1915–2007), Schwimmerin
- Zélia Gattai (1916–2008), Schriftstellerin
- Paulo Emílio Sales Gomes (1916–1977), Historiker, Filmkritiker und Politiker
- Constantin Andreou (1917–2007), griechisch-französischer Maler und Bildhauer
- Charles L. Fontenay (1917–2007), US-amerikanischer Science-Fiction-Autor und Künstler
- Lygia Fagundes Telles (1918–2022), Schriftstellerin
- Florestan Fernandes (1920–1995), Soziologe und Politiker

### 1921–1930

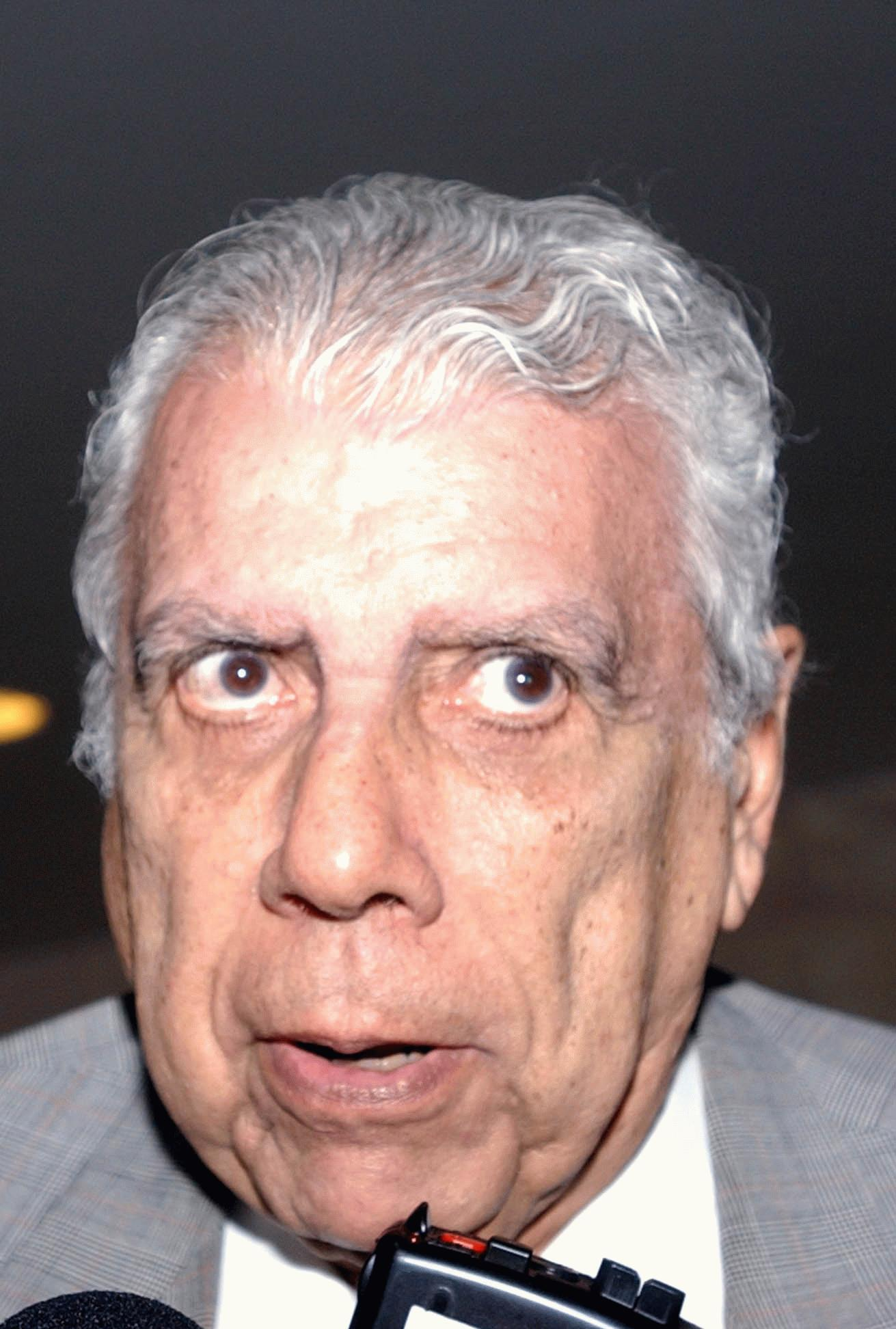
Antônio Ermírio de Moraes
(1928–2014)

- Wilson Martins (1921–2010), Literaturwissenschaftler und Kulturhistoriker
- Judith Lauand (1922–2022), Grafikerin und Malerin
- Sonja Ashauer (1923–1948), Physikerin und Hochschullehrerin
- Iracema Arditi (1924–2006), Malerin
- Hans Hee (1924–2009), deutscher Autor, Komponist und Textdichter
- Michel Philippe-Gérard (1924–2014), französischer Orchesterleiter, Pianist, Dirigent und Liedertexter
- Pinga (1924–1996), Fußballspieler
- Vicente Marotta Rangel (1924–2017), Professor für Völker- und Seerecht und Richter am Internationalen Seegerichtshof
- José Carlos Bauer (1925–2007), Fußballspieler und -trainer
- Elza Furtado Gomide (1925–2013), Mathematikerin und Hochschullehrerin
- Walter Ivan de Azevedo (1926–2024), römisch-katholischer Ordensgeistlicher, Bischof von São Gabriel da Cachoeira
- Elizabeth Müller (1926–2010), Hochspringerin, Weitspringerin, Sprinterin und Kugelstoßerin
- Amelia Toledo (1926–2017), Bildhauerin, Malerin, Zeichnerin und Designerin
- George Olivier Toni (1926–2017), Fagottist, Komponist, Dirigent, Musikpädagoge und -wissenschaftler
- Romeu Alberti (1927–1988), Bischof von Apucarana und Erzbischof von Ribeirão Preto
- Roberto Freire (1927–2008), Psychiater und Schriftsteller
- Osvaldo Lacerda (1927–2011), Komponist und Musikpädagoge
- Adhemar Ferreira da Silva (1927–2001), Dreispringer und Olympiasieger
- Öyvind Fahlström (1928–1976), schwedischer Künstler
- Selma Lopes (* 1928), Schauspielerin und Synchronsprecherin
- Antônio Ermírio de Moraes (1928–2014), Unternehmer und Industrieller
- Walter Narchi (1929–2004), Meeresbiologe
- Victor Nussenzweig (1928–2025), Parasitologe
- Nelson Pereira dos Santos (1928–2018), Regisseur
- Arthur Luiz Piza (1928–2017), Maler und Grafiker
- Júlio Botelho (1929–2003), Fußballspieler
- Fábio Crippa (1929–2011), Fußballtorhüter
- Julinho (1929–2003), Fußballspieler
- Walter Hugo Khouri (1929–2003), Filmregisseur, Drehbuchautor und Filmproduzent
- Djalma Santos (1929–2013), Fußballspieler
- Ana Ariel (1930–2004), Schauspielerin
- Walter Bini (1930–1987), römisch-katholischer Ordensgeistlicher und Bischof von Lins
- Fernando Gasparian (1930–2006), brasilianischer Industrieller und Verleger armenischer Herkunft

### 1931–1940

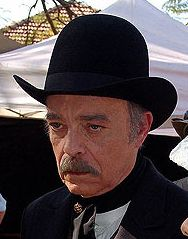
Rubens de Falco
(1931–2008)

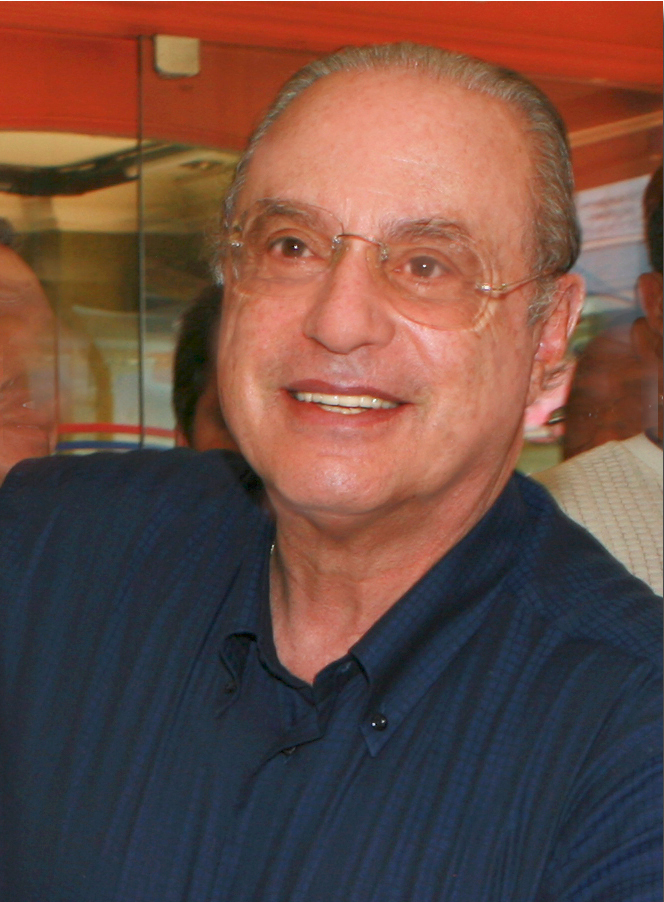
Paulo Maluf
(* 1931)

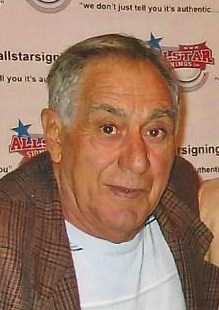
Félix Miéli Venerando
(1937–2012)

- Rubens de Falco (1931–2008), Schauspieler
- Antônio Gaspar (* 1931), römisch-katholischer Geistlicher und Altbischof von Barretos
- Fernando Legal (1931–2023), römisch-katholischer Bischof von São Miguel Paulista
- Paulo Maluf (* 1931), Politiker
- Alberto da Costa e Silva (1931–2023), Diplomat, Schriftsteller, Dichter und Hochschullehrer
- Romeu Tuma (1931–2010), Politiker
- Ubiratàn D’Ambrósio (1932–2021), Mathematikhistoriker und Mathematikpädagoge
- Joaquim Guedes (1932–2008), Architekt
- Amélia Hamburger (1932–2011), Physikerin und Hochschullehrerin
- Nelson Leirner (1932–2020), Zeichner, Maler, Bühnenbildner und Lehrer
- José Maria Marin (1932–2025), Rechtsanwalt, Sportfunktionär, Politiker und Fußballspieler
- Wanda dos Santos (1932–2025), Leichtathletin
- Kilza Setti (* 1932), Komponistin, Musikethnologin und Sozialanthropologin
- Mário Travaglini (1932–2014), Fußballspieler und -trainer
- Eduardo Coutinho (1933–2014), Filmschaffender
- Dietrich Herm (1933–2021), deutscher Geologe und Paläontologe
- Herch Moysés Nussenzveig (1933–2022), theoretischer Physiker
- João Gonçalves Filho (1934–2010), Schwimmer und Wasserballspieler
- Wolf Krisch (* 1934), Ingenieur, Landtagsabgeordneter in Baden-Württemberg
- Fernando José Penteado (* 1934), römisch-katholischer Geistlicher und Altbischof von Jacarezinho
- Olinto Rubini (1934–2012), Fußballspieler
- Delém (1935–2007), Fußballspieler
- Christian Heins (1935–1963), Automobilrennfahrer
- Tarcísio Meira (1935–2021), Schauspieler
- Amaury Pasos (1935–2024), Basketballspieler
- Cícero Sandroni (1935–2025), Journalist und Schriftsteller
- Alfredo Bosi (1936–2021), Hochschullehrer, Literaturwissenschaftler und -kritiker
- Nelson Fausto (1936–2012), brasilianisch-US-amerikanischer Pathologe
- Éder Jofre (1936–2022), Boxer
- José Mojica Marins (1936–2020), Filmemacher, Schauspieler und Horrordrehbuchautor
- Moacir Claudino Pinto (* 1936), Fußballspieler
- Heinz Schumann (* 1936), deutscher Sprinter
- Eva Blay (* 1937), Soziologin, Frauenrechtlerin, Politikerin des PSDB, ehemalige Bundessenatorin und Hochschullehrerin
- Hanno Brühl (1937–2010), deutscher Fernsehregisseur
- Luiz Bueno (1937–2011), Automobilrennfahrer
- Abrahão Farc (1937–2012), Schauspieler
- Roberto Frojuelo (19372–2021), Fußballspieler
- Bernardo Kucinski (* 1937), Journalist
- Félix Miéli Venerando (1937–2012), alias Félix, Fußballspieler
- Walter Barelli (1938–2019), Wirtschaftswissenschaftler und Politiker
- Tammo tom Dieck (* 1938), deutscher Mathematiker
- Michael Löwy (* 1938), marxistischer Soziologe und Philosoph
- Ruy Ohtake (1938–2021), Architekt
- Fritz d’Orey (1938–2020), Automobilrennfahrer
- Ivaldo Bertazzo (* 1939), Choreograph, Tänzer und Erzieher
- Maria Bueno (1939–2018), Tennisspielerin
- João Scognamiglio Clá Dias (1939–2024), römisch-katholischer Geistlicher und Ordensgründer
- Peter Andrews (* 1940), britischer Paläoanthropologe
- Wálter Machado da Silva (1940–2020), Fußballspieler
- Sydney Possuelo (* 1940), Anthropologe
- Christiano Whitaker (* 1940), Diplomat und Maler
- Claudio Willer (1940–2023), Schriftsteller, Lyriker, Essayist und Übersetzer

### 1941–1950
- Sergio Clerici (* 1941), Fußballspieler

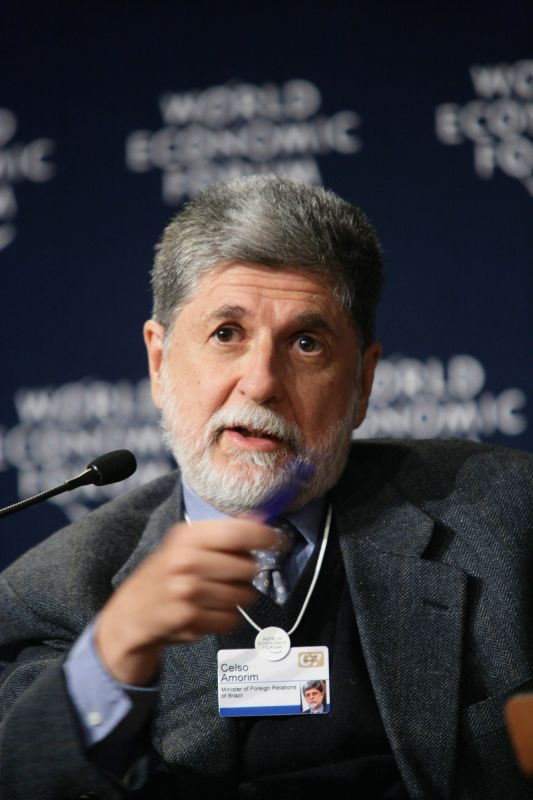
Celso Amorim
(* 1942)

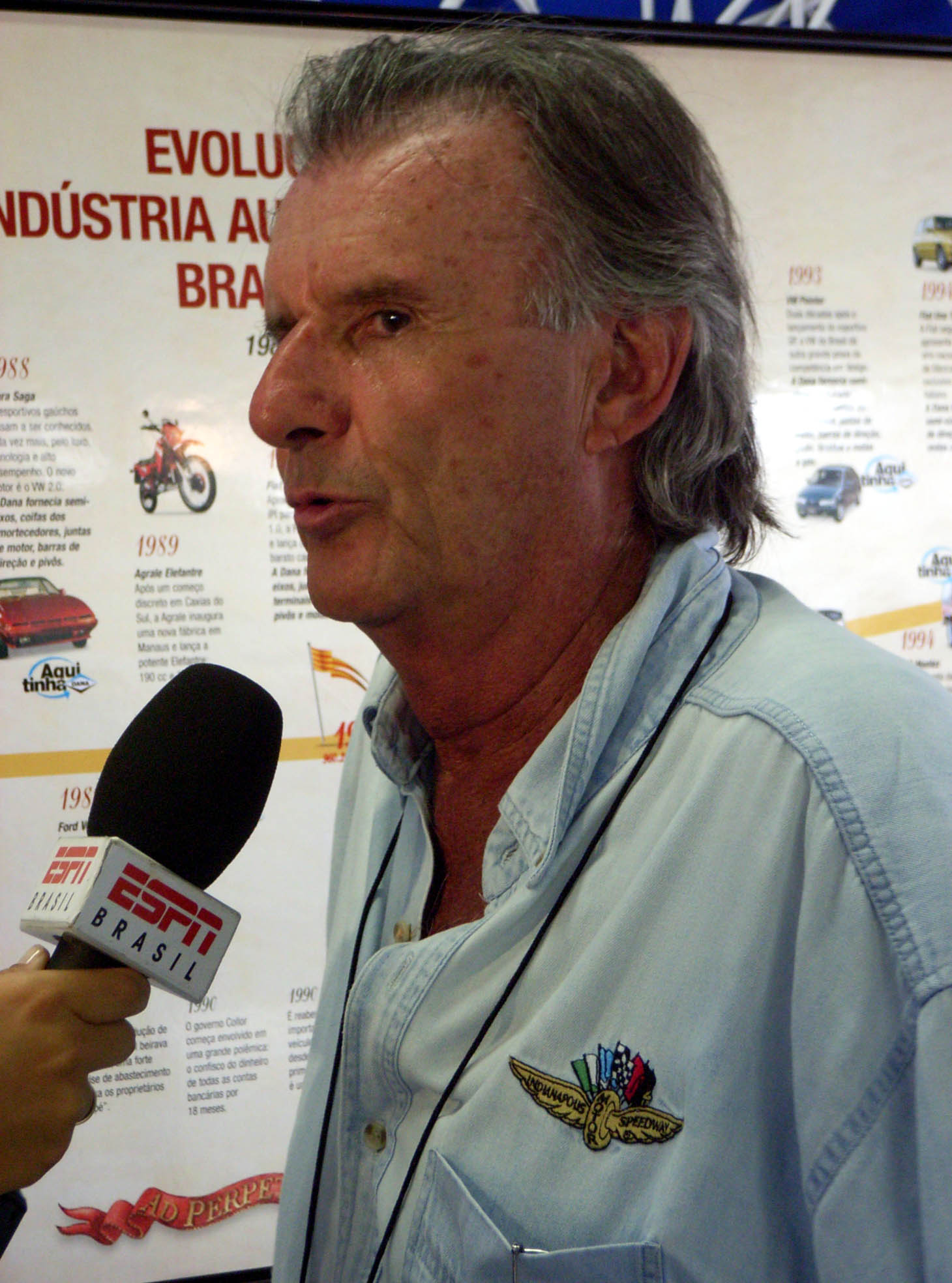
Wilson Fittipaldi
(1943–2024)

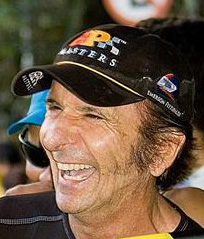
Emerson Fittipaldi
(* 1946)

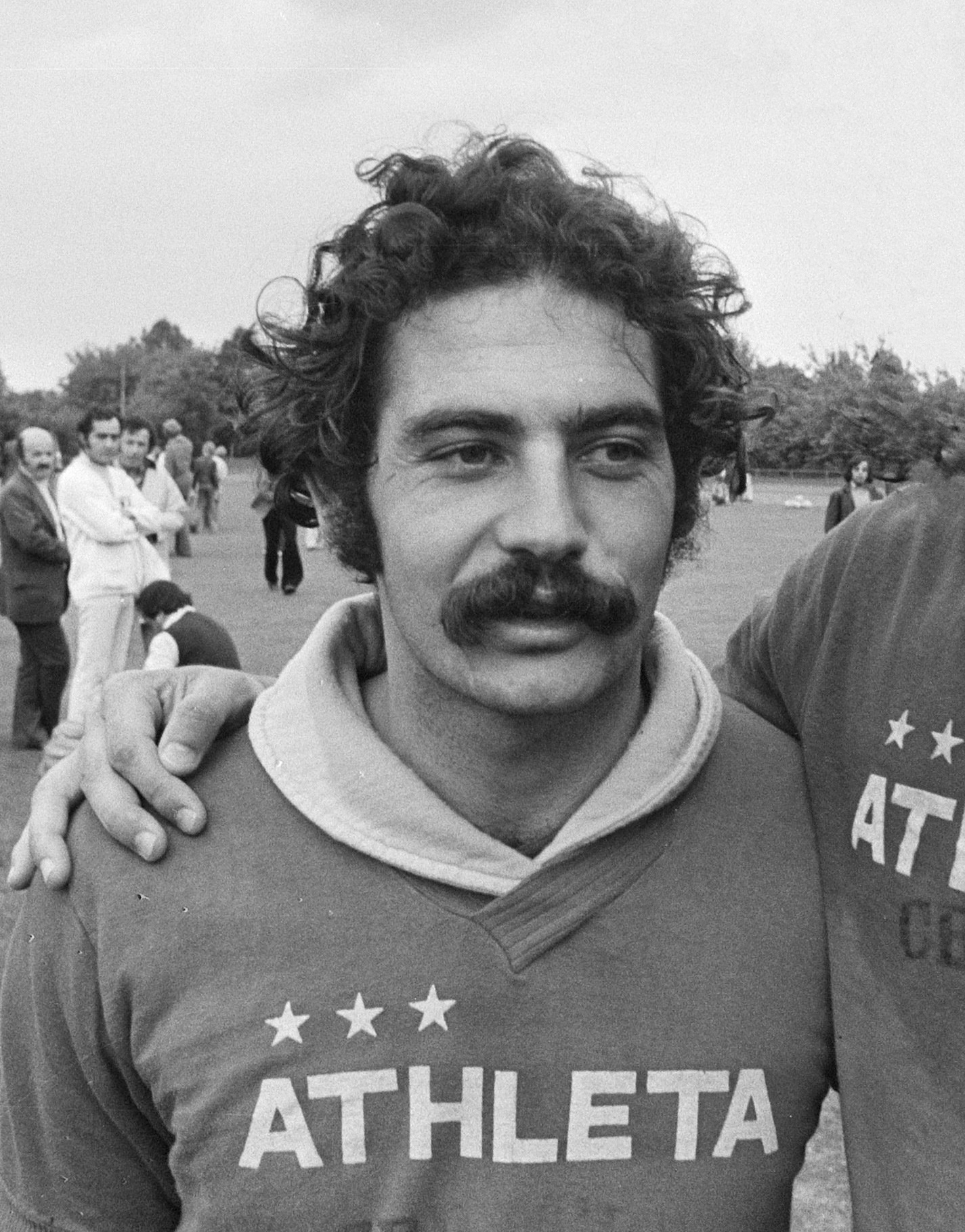
Roberto Rivelino
(* 1946)

- Celso Lafer (* 1941), Jurist, Wirtschaftsminister und zweimaliger Außenminister
- José Palmeiro Mendes (* 1941), römisch-katholischer Geistlicher, Abt von Nossa Senhora do Monserrate do Rio de Janeiro
- Celso Amorim (* 1942), Politiker
- Ivo Kesselring Carotini (* 1942), Wasserballspieler
- Reinaldo Conrad (* 1942), Segler, WM- und Olympiadritter
- Toninho Ramos (1942–2023), Gitarrist, Komponist
- Fernando Sandoval (1942–2020), Wasserballspieler
- José Serra (* 1942), Politiker
- Wilson Fittipaldi (1943–2024), Automobilrennfahrer
- César Camargo Mariano (* 1943), Musiker und Musikproduzent
- Emir Sader (* 1943), brasilianischer Soziologe libanesischer Herkunft
- Drauzio Varella (* 1943), Arzt und Autor
- Marcos Acayaba (* 1944), Architekt und Städteplaner
- Carlos Barbosa-Lima (1944–2022), Gitarrist, Arrangeur und Musikpädagoge
- Carlos Pace (1944–1977), Automobilrennfahrer
- Ubiratan Pereira Maciel (1944–2002), Basketballspieler
- Sérgio Silva Amaral (1944–2023), Politiker und Diplomat
- Zeca Assumpção (* 1945), Jazzmusiker
- Polé (1945–2022), Wasserballspieler
- Marta Suplicy (* 1945), Politikerin
- Emerson Fittipaldi (* 1946), Automobilrennfahrer
- Guilherme Franco (1946–2016), Musiker
- Edgard Poças (* 1946), Sänger und Komponist
- Roberto Rivelino (* 1946), Fußballspieler
- Toquinho (* 1946), Sänger und Gitarrist
- Nelson Ayres (* 1947), Pianist und Komponist
- Rita Lee (1947–2023), Sängerin, Komponistin und Instrumentalistin
- Edwin Luisi (* 1947), Schauspieler
- Helena Nader (* 1947), Biomedizinerin und Hochschullehrerin
- Roberto Pirillo (* 1947), Schauspieler
- Bettina Hoeltje (* 1948), deutsche Politikerin
- Servilio de Oliveira (* 1948), Boxer
- Paulo Roberto de Almeida (* 1949), Soziologe und Diplomat
- Itamar Assumpção (1949–2003), Sänger, Komponist, Schauspieler
- Aldo de Cillo Pagotto (1949–2020), römisch-katholischer Erzbischof von Paraíba
- Nilson Matta (* 1949), Jazzmusiker
- Cesário Melantonio Neto (* 1949), Diplomat
- Cyro Baptista (* 1950), Jazzperkussionist
- Paulo Bellinati (* 1950), Gitarrist und Komponist
- Edgard Antonio Casciano (* 1950), Diplomat
- Edmundo Sussumu Fujita (1950–2016), Diplomat
- Carlos Kirmayr (* 1950), Tennisspieler
- George Yonashiro (* 1950), japanischer Fußballspieler
- Itiberê Zwarg (* 1950), Jazzmusiker

### 1951–1960

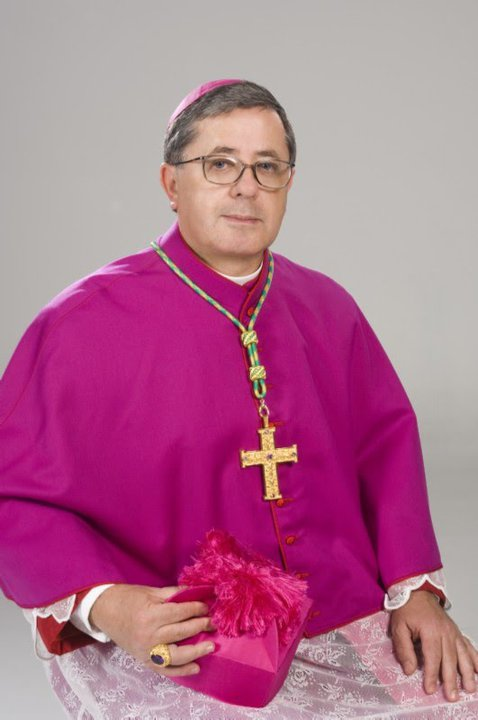
Antônio Carlos Rossi Keller
(* 1953)

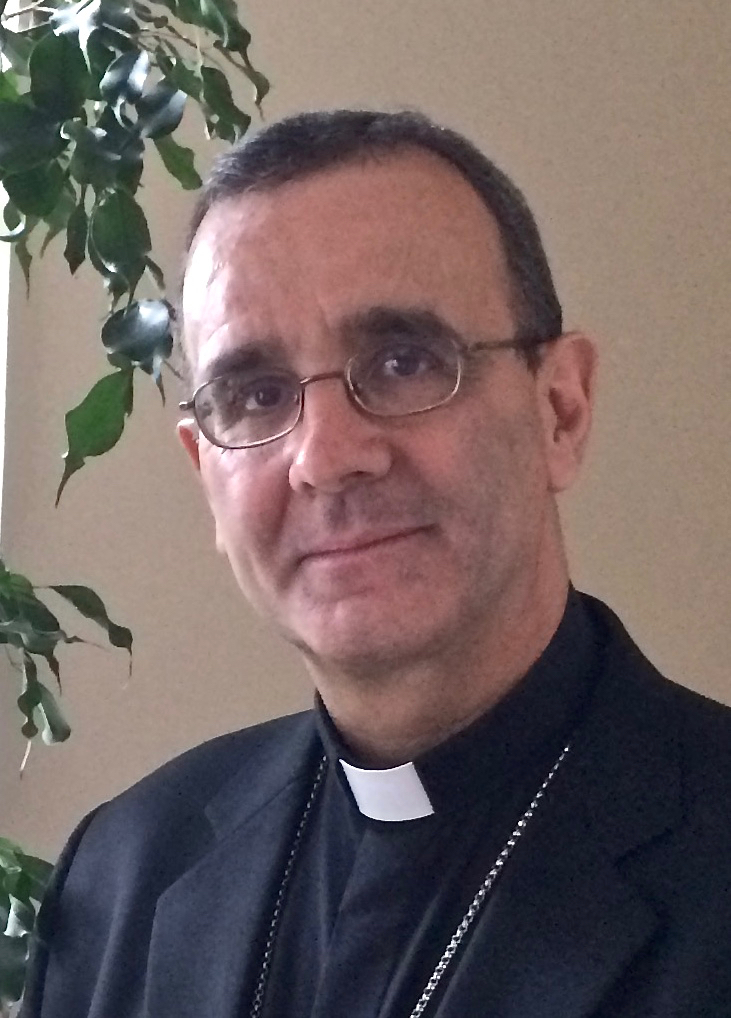
Carlos Lema Garcia
(* 1956)

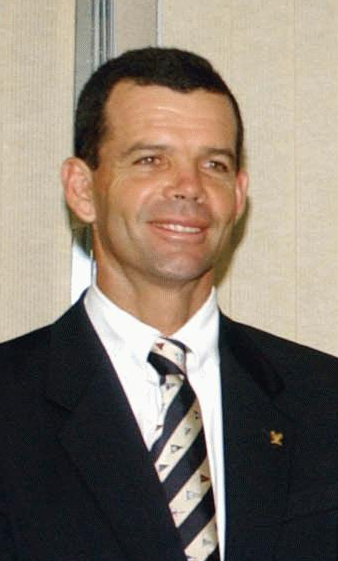
Torben Grael
(* 1960)

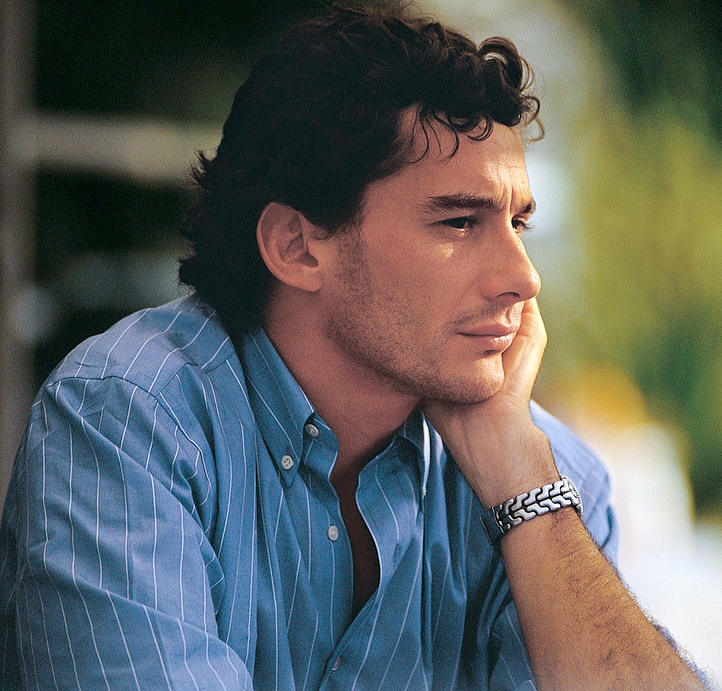
Ayrton Senna
(1960–1994)

- Morris Albert (* 1951), Sänger und Komponist
- Antônio Carlos Altieri (* 1951), römisch-katholischer Erzbischof von Passo Fundo
- Peter Ficker (* 1951), Regattasegler
- Thelma Krug (* 1951), Mathematikerin und Professorin im Bereich der Geowissenschaften und des Klimawandels
- George Müller (* 1951), Schweizer und Brasilianer Honorargeneralkonsul von Japan in Zürich
- Antonio Carrasqueira (* 1952), Flötist
- Zé Eduardo Nazário (* 1952), Schlagzeuger
- Paulo Cardoso (1953–2018), Jazzmusiker
- Serginho Chulapa (* 1953), Fußballspieler
- Ingo Hoffmann (* 1953), brasilianischer Automobilrennfahrer deutscher Herkunft
- Matilde Mastrangi (* 1953), Schauspielerin
- Antônio Carlos Rossi Keller (* 1953), römisch-katholischer Bischof von Frederico Westphalen
- Sylvia Steiner (* 1953), Juristin
- Alexandre Welter (* 1953), Regattasegler
- Nico Assumpção (1954–2001), Bassist
- José Neto (* 1954), Gitarrist
- Iris Riedel-Kühn (* 1954), deutsche Tennisspielerin
- Wladimir Rodrigues dos Santos (* 1954), Fußballspieler
- Ribamar Batista (* 1955), Fußballspieler
- Ismael Ivo (1955–2021), Tänzer und Choreograph
- Igor Lintz Maués (* 1955), österreichischer Komponist und Klangkünstler brasilianischer Herkunft
- Fernando Meirelles (* 1955), Filmregisseur
- Muricy Ramalho (* 1955), Fußballspieler und -trainer
- Dudu Tucci (* 1955), Musiker
- Gilson Alvaristo (1956–2016), Radrennfahrer
- Arnaldo Angeli Filho (* 1956), Zeichner und Karikaturist
- Fabio Freire (* 1956), Perkussionist
- Carlos Lema Garcia (* 1956), römisch-katholischer Weihbischof in São Paulo
- Lelo Nazário (* 1956), Pianist, Arrangeur und Komponist
- Rubens Nicola (* 1956), brasilianischer Fußballspieler
- Mônica Passos (* 1956), Sängerin und Schauspielerin
- Ciro Pirondi (* 1956), Architekt und Hochschullehrer
- Gerardo Galeote (* 1957), spanischer Politiker
- Lilia Moritz Schwarcz (* 1957), Humanwissenschaftlerin
- Chico Serra (* 1957), Automobilrennfahrer
- Zé Sérgio (* 1957), Fußballspieler und -trainer
- Walter Afanasieff (* 1958), US-amerikanischer Musikproduzent, Musiker, Komponist und Songwriter
- Nelson Ascher (* 1958), Dichter
- João de Bruçó (* 1958), Komponist und Musiker
- Ana Caram (* 1958), Bossa-Nova- und Pop-Jazz-Sängerin
- Ronald Grätz (* 1958), Generalsekretär des Instituts für Auslandsbeziehungen
- Inés Lombardi (* 1958), Künstlerin
- Paulo Luiz Massariol (* 1958), Fußballspieler
- Ná Ozzetti (* 1958), Sängerin
- Davis Pereira (* 1958), Radrennfahrer
- Maurizio Sandro Sala (* 1958), Automobilrennfahrer
- Rodolfo Stroeter (* 1958), Bassist und Komponist
- Bernardo Ajzenberg (* 1959), Schriftsteller, Übersetzer und Journalist
- Rosely Roth (1959–1990), Aktivistin für die Rechte lesbischer Frauen
- Ricardo Semler (* 1959), Manager
- Marcelo Rubens Paiva (* 1959), Schriftsteller, Dramatiker, Journalist und Drehbuchautor
- Arnaldo Antunes (* 1960), Schriftsteller und Musiker
- Marinho Boffa (* 1960), Pianist, Arrangeur und Komponist
- Edmilson Amador Caetano (* 1960), römisch-katholischer Geistlicher und Bischof von Guarulhos
- Teco Cardoso (* 1960), Jazzsaxophonist und -flötist
- Eliane Elias (* 1960), Pianistin und Sängerin
- Torben Grael (* 1960), Segler
- Cássio Motta (* 1960), Tennisspieler
- André Reis (* 1960), Mediziner und Hochschullehrer
- Ayrton Senna (1960–1994), Automobilrennfahrer

### 1961–1970

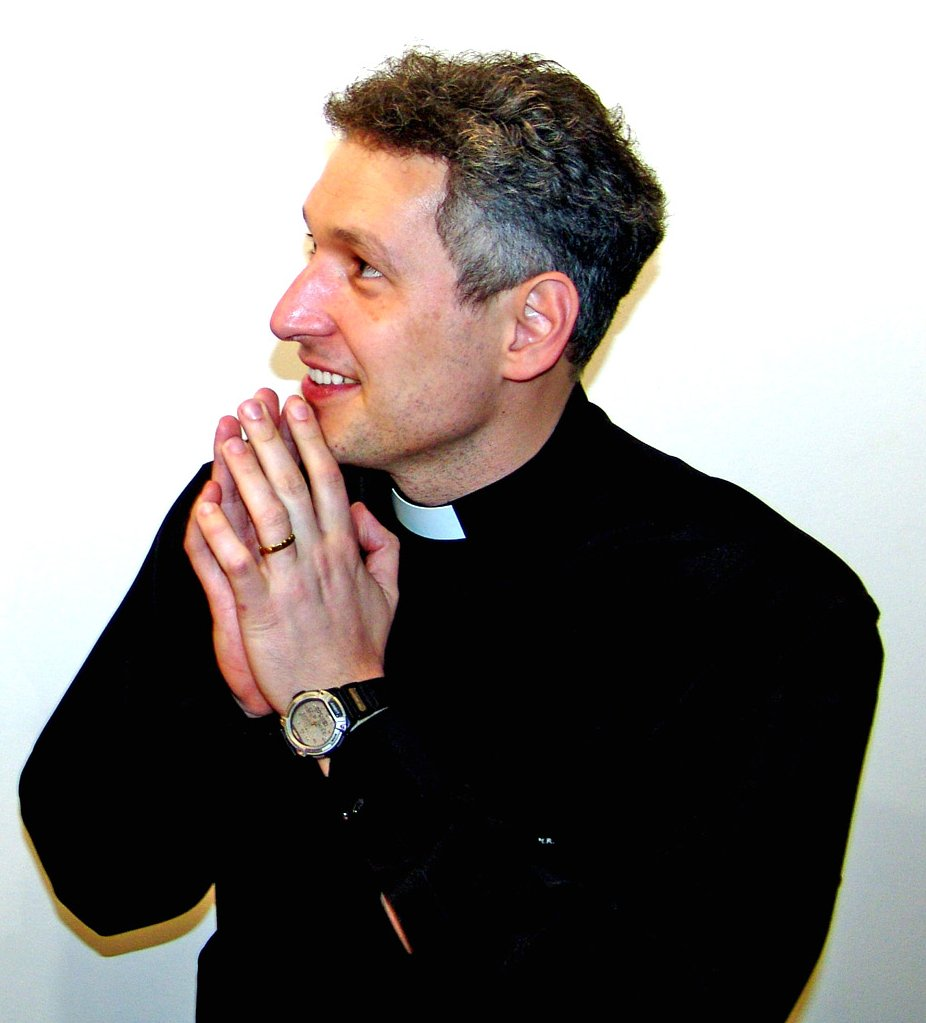
Marcelo Rossi
(* 1967)

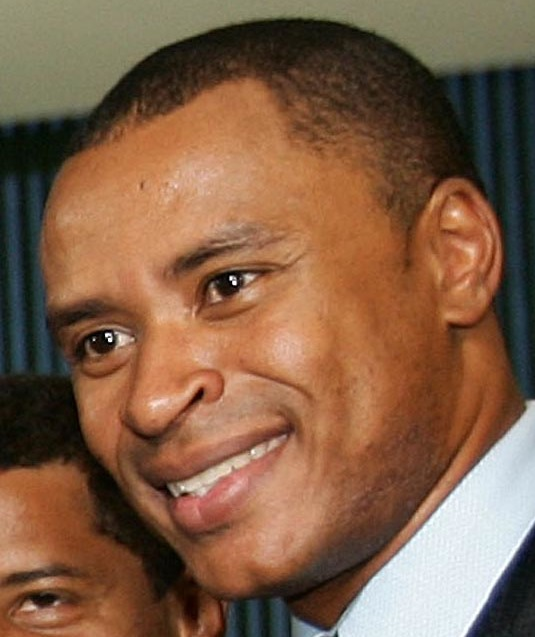
Paulo Sérgio
(* 1969)

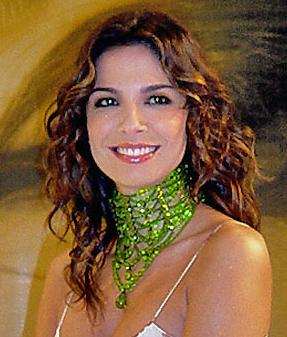
Luciana Gimenez
(* 1969)

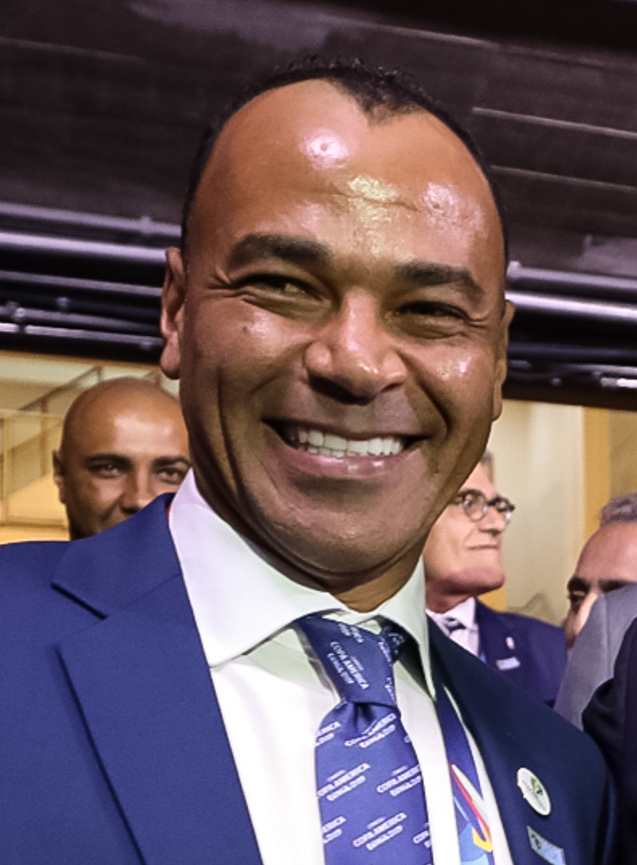
Cafu
(* 1970)

#### 1961
- Miguel Martins Abrahão (* 1961), Schriftsteller, Historiker und Dramatiker
- Ricardo Basbaum (* 1961), Künstler und Autor
- Beatriz Bracher (* 1961), Schriftstellerin
- Luis Sergio Krausz (* 1961), Literaturwissenschaftler und Hochschullehrer
- Jac Leirner (* 1961), Künstlerin
- Cássio Gabus Mendes (* 1961), Schauspieler
- Vik Muniz (* 1961), Künstler und Ausstellungskurator
- Miguel Nicolelis (* 1961), Arzt und Neurowissenschaftler
- Ivo Perelman (* 1961), Jazzmusiker und Maler

#### 1962
- Edson Aparecido de Souza (* 1962), Fußballspieler
- Cao Hamburger (* 1962), Filmregisseur, Drehbuch- und Kinderbuchautor
- Nélson Luís Kerchner, genannt Nelsinho, (* 1962), Fußballspieler
- Fernando Louro (* 1962), Radrennfahrer
- Lothar Christian Munder (* 1962), Skirennläufer
- Marcos Pavan (* 1962), katholischer Geistlicher und Kirchenmusiker
- Luís dos Reis (* 1962), Fußballtrainer
- Murah Soares (* 1962), Tänzer und Choreograph
- Roseli Timm (* 1962), Volleyball- und Beachvolleyballspielerin

#### 1963
- Clóvis Anderson (* 1963), Radrennfahrer
- William Bonner (* 1963), Nachrichtensprecher, Publizist und Journalist
- Walter Casagrande (* 1963), Fußballspieler
- Marco Greco (* 1963), Automobilrennfahrer
- Bráulio Mantovani (* 1963), Drehbuchautor
- Luiz Mattar (* 1963), Tennisspieler
- Gilberto Milos (* 1963), Schachspieler
- Karen Redfern (* 1963), Squashspielerin
- Michael Voss (* 1963), brasilianisch-deutscher Maler
- Marco Aurelio Yano (1963–1991), Komponist

#### 1964
- Cristina Azuma (* 1964), Gitarristin, Komponistin, Musikpädagogin und Musikwissenschaftlerin
- Mario Caribé (* 1964), Bassist
- Lars Grael (* 1964), Regattasegler
- Oswaldo Negri (* 1964), Automobilrennfahrer
- Márcio Seligmann-Silva (* 1964), Literaturwissenschaftler

#### 1965
- Jobst-Hinrich Ubbelohde (* 1965), deutscher Verwaltungsjurist und politischer Beamter
- Sandra Corveloni (* 1965), Schauspielerin
- Cláudio Kano (1965–1996), Tischtennisspieler
- Ronaldão (* 1965), Fußballspieler
- Cristiana Reali (* 1965), italo-brasilianische Schauspielerin
- Bernardo Fernandes da Silva (* 1965), Fußballspieler
- Sérgio Tréfaut (* 1965), portugiesischer Filmregisseur

#### 1966
- Hélio Alves (* 1966), Jazzmusiker
- Adriano Goldman (* 1966), Kameramann und Regisseur
- Marquinho (* 1966), Fußballspieler
- Viviane de Santana Paulo (* 1966), Schriftstellerin
- Virgínia Rosa (* 1966), Sängerin
- Marco Antonio dos Santos (* 1966), Fußballspieler
- Aílton dos Santos Silva (* 1966), Fußballtrainer
- Luciana Souza (* 1966), Jazzsängerin und -komponistin
- Supla (* 1966), Sänger, Schauspieler und Moderator
- Mônica Vasconcelos (* 1966), Sängerin und Journalistin

#### 1967
- Arnaldo Carvalheiro Neto (* 1967), römisch-katholischer Bischof von Jundiaí
- Paulo Machline (* 1967), Filmregisseur, Drehbuchautor und Produzent
- Marcelo Rossi (* 1967), Priester der römisch-katholischen Kirche
- Fernando Ramos da Silva (1967–1987), Schauspieler[1]
- Sérgio Soares (* 1967), Fußballspieler und -trainer

#### 1968
- Alex Atala (* 1968), Musiker und Koch
- Sandra Cinto (* 1968), Bildhauerin, Malerin, Zeichnerin und Installationskünstlerin
- Ricardo Rosset (* 1968), Automobilrennfahrer
- César Sampaio (* 1968), Fußballspieler
- Reinaldo Vicente Simão (* 1968), Fußballspieler

#### 1969
- Luciana Gimenez (* 1969), Fotomodell und TV-Moderatorin
- Daniel Rezende (* 1969), Filmeditor
- Paulo Sérgio Rosa (* 1969), Fußballspieler
- Márcio Roberto dos Santos (* 1969), Fußballspieler
- Paulo Sérgio (* 1969), Fußballspieler
- Roseli de Belo (* 1969), brasilianische Fußballspielerin
- Vitché (* 1969), Graffitikünstler
- Marcelo Zarvos (* 1969), Komponist und Pianist

#### 1970
- Alex Barros (* 1970), Motorrad-Rennfahrer
- Cafu (* 1970), Fußballspieler
- Pedro Diniz (* 1970), Automobilrennfahrer
- Paolo Gregori (* 1970), Regisseur und Drehbuchautor
- Fábio Igel (* 1970), Skirennläufer
- Jaime Oncins (* 1970), Tennisspieler
- Netinho de Paula (* 1970), Sänger, TV-Moderator und Schauspieler
- Mauricio Pommê (* 1970), Rollstuhltennisspieler
- Alessandro da Silva (* 1970), Fußballspieler
- Hélia Souza (* 1970), Volleyballspielerin

### 1971–1980

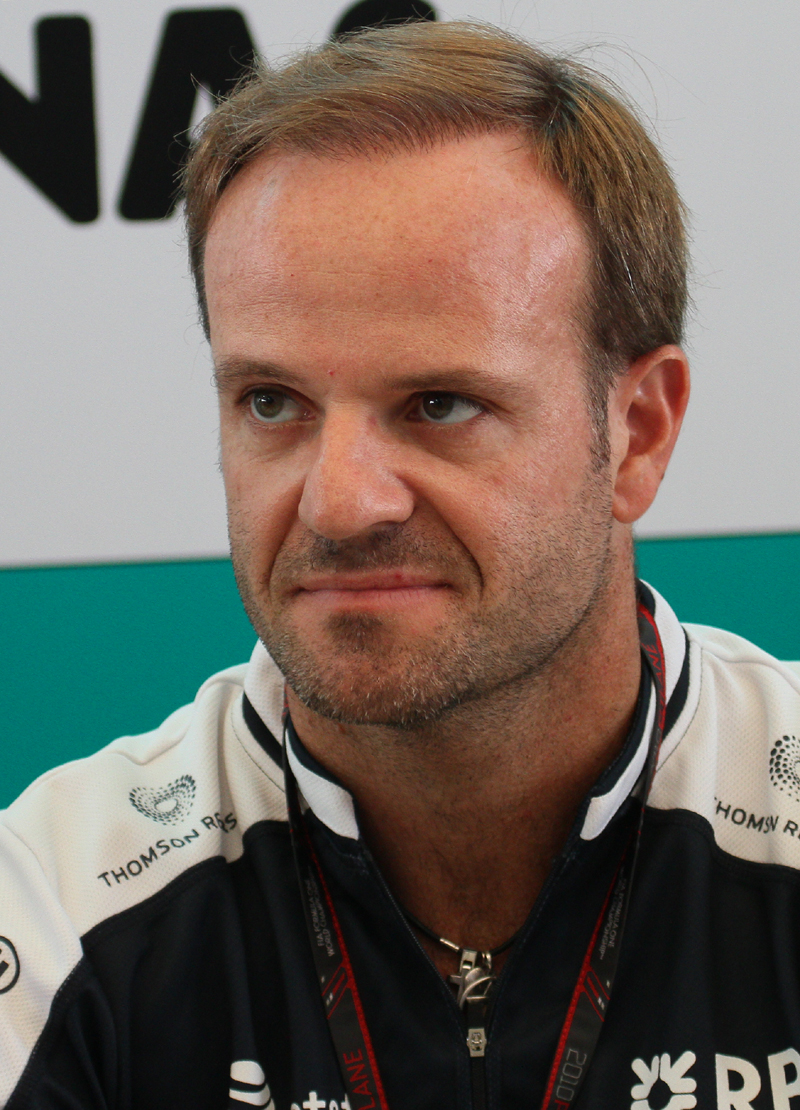
Rubens Barrichello
(* 1972)

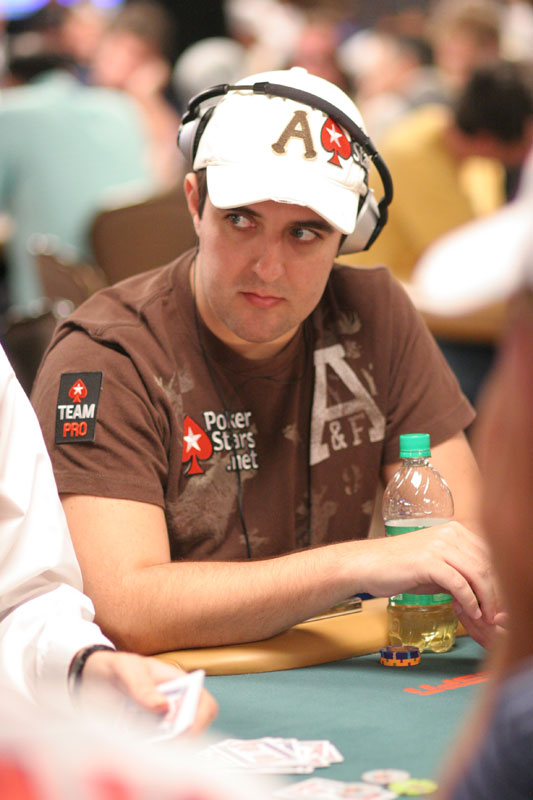
André Akkari
(* 1974)

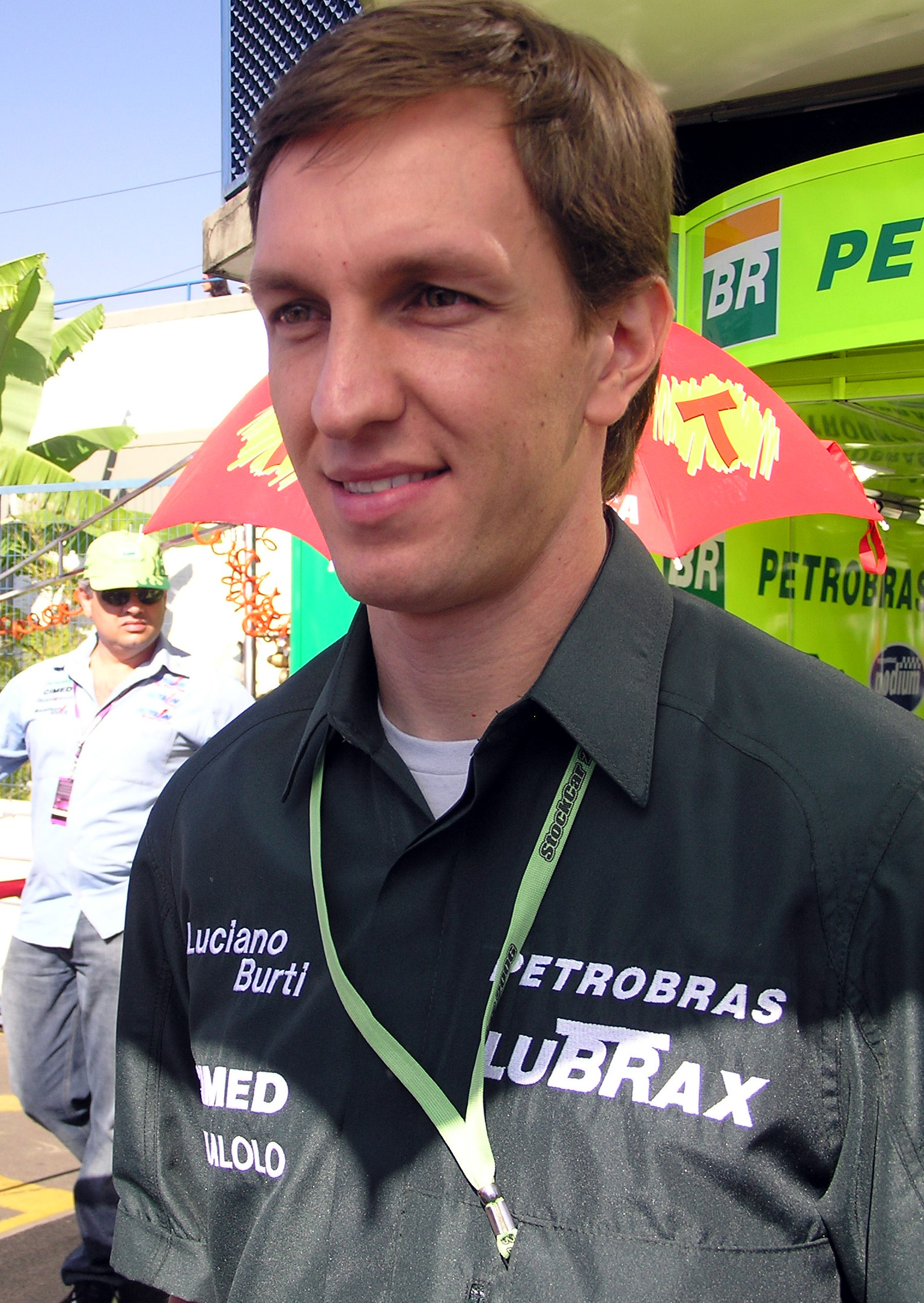
Luciano Burti
(* 1975)

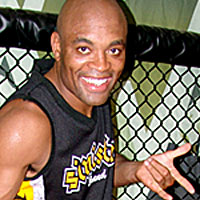
Anderson Silva
(* 1975)

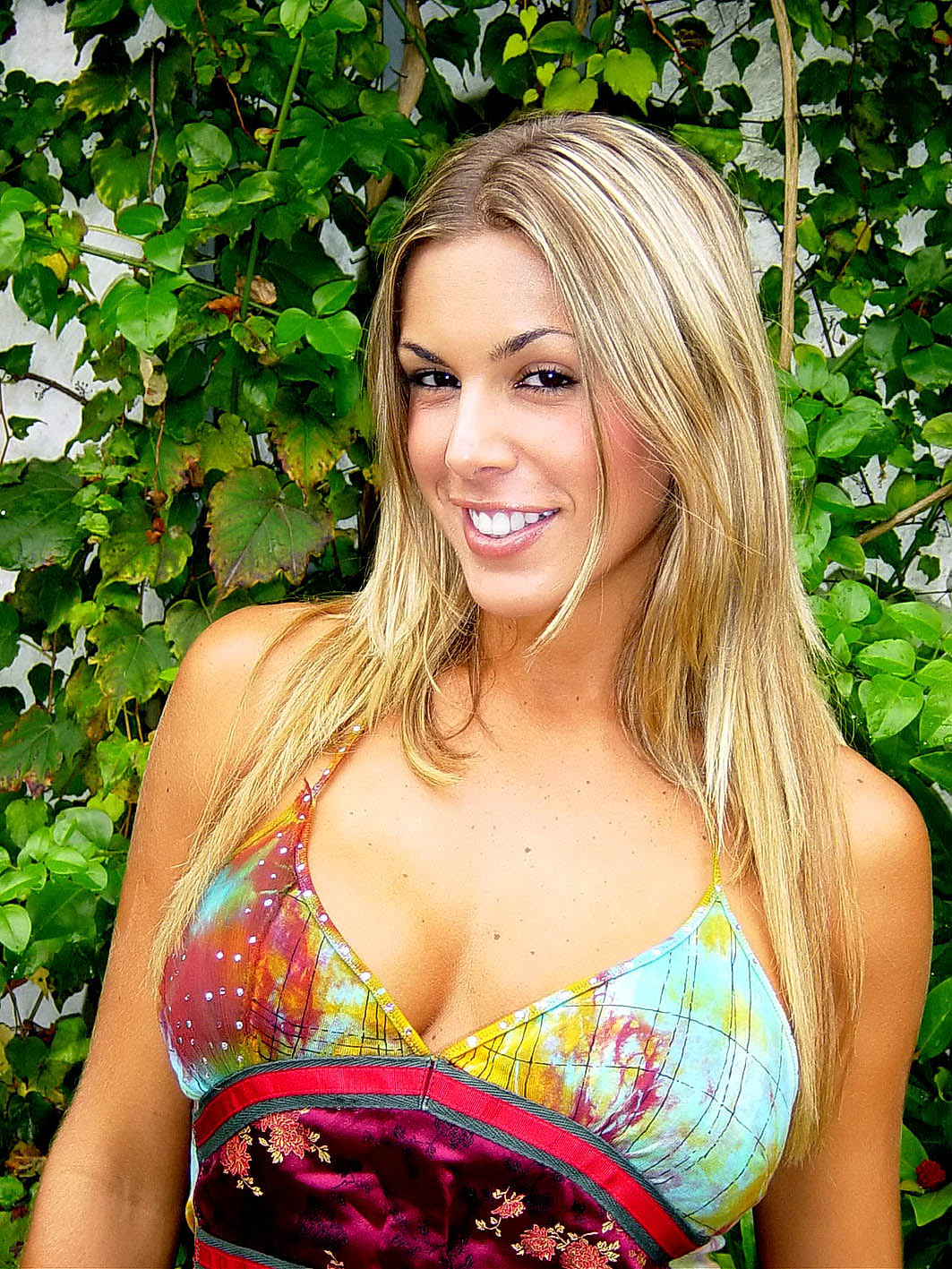
Joana Prado
(* 1976)

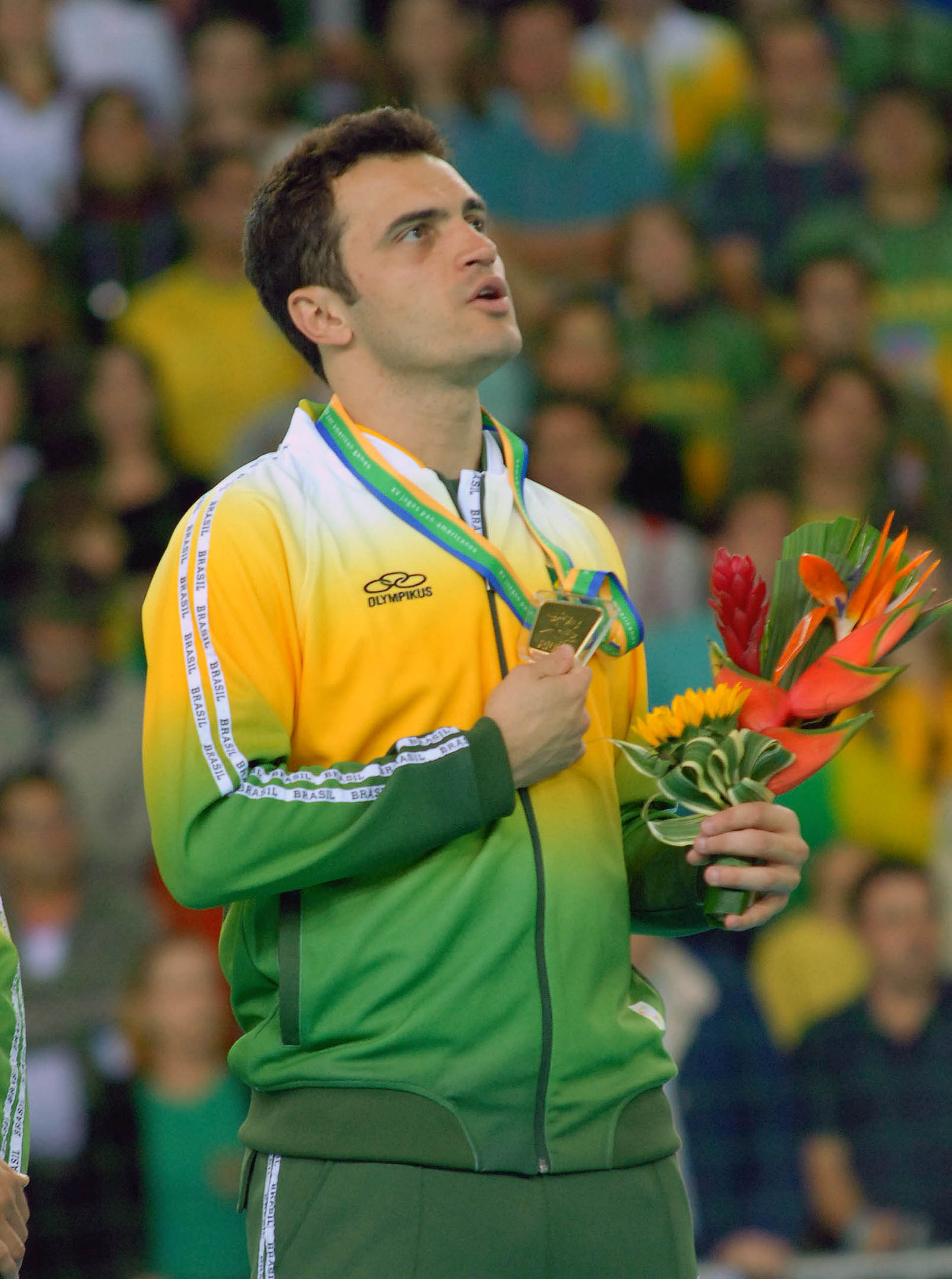
Falcão
(* 1977)

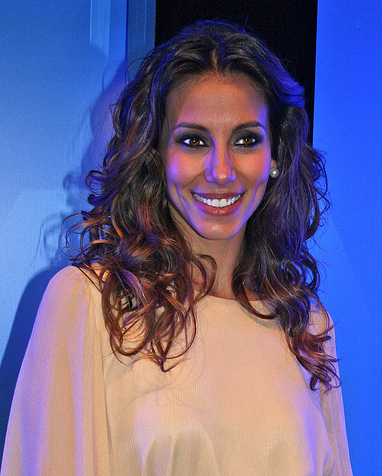
Tania Khalill
(* 1977)

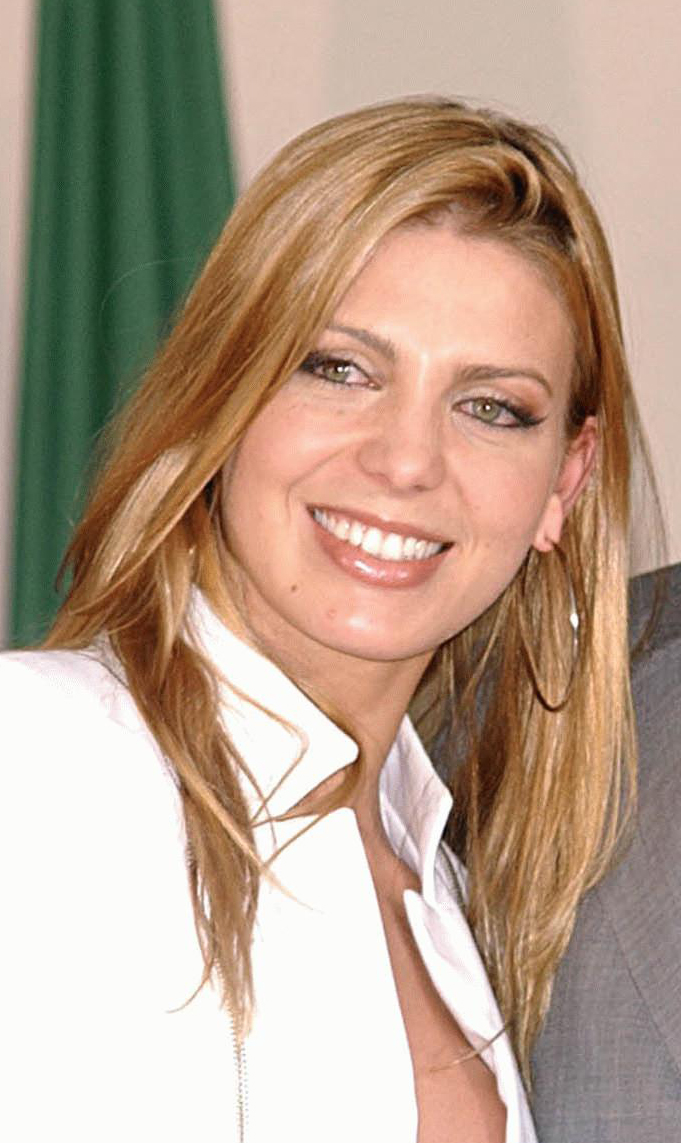
Sheila Mello
(* 1978)

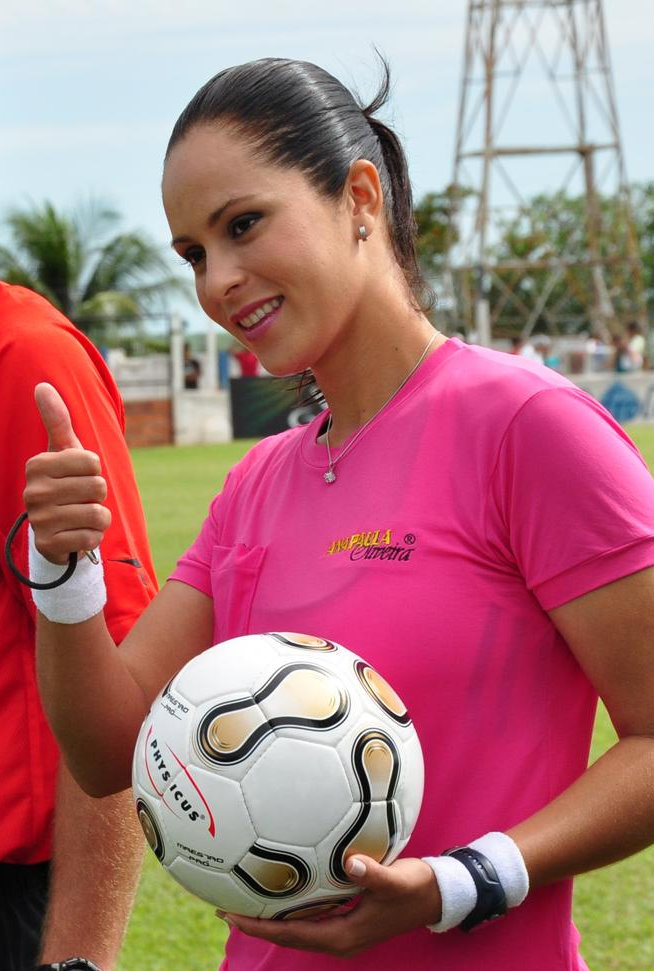
Ana Paula Oliveira
(* 1978)

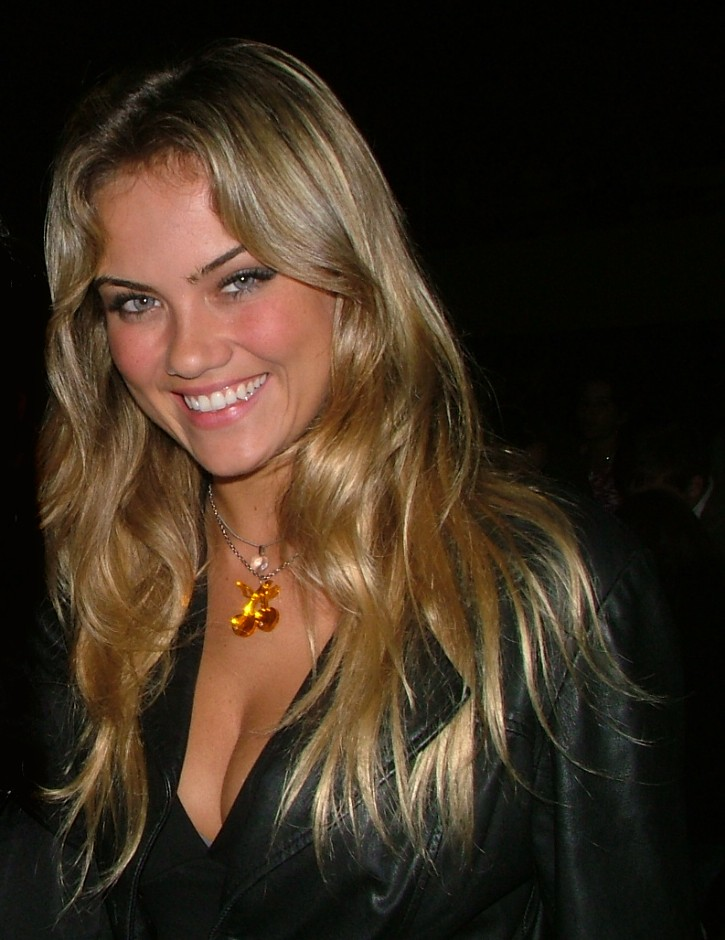
Ellen Rocche
(* 1979)

#### 1971
- Alê Abreu (* 1971), Filmregisseur
- Mylla Christie (* 1971), Schauspielerin und Sängerin
- Christian Fittipaldi (* 1971), Automobilrennfahrer
- Patrick Gyger (* 1971), Schweizer Historiker, Kurator, Autor und Museumsdirektor
- Sofia Manzano (* 1971), Politikerin
- Mônica Salmaso (* 1971), Sängerin
- Regiane da Silva (* 1971), Fitnessmodel

#### 1972
- Elisângela Adriano (* 1972), Leichtathletin
- Marcelo Apovian (* 1972), Skirennläufer
- Cláudio Luís Assunção de Freitas (* 1972), Fußballspieler
- Rubens Barrichello (* 1972), Automobilrennfahrer
- Denise Benda (* 1972), Pianistin und Klavierpädagogin
- Ronivaldo Conceição (* 1972), Squashspieler
- Martin Vogel (* 1972), deutscher Volleyballspieler

#### 1973
- Fábio Carille (* 1973), Fußballtrainer und -spieler
- Sandro Chaves de Assis Rosa (* 1973), Fußballspieler
- DJ Marky (* 1973), Drum-and-Bass-DJ und Musikproduzent
- Paulo Renato Fernandes Gonçalves de Campos (* 1973), römisch-katholischer Geistlicher, Bischof von Barra do Garças
- Ânderson Lima Veiga (* 1973), Fußballspieler
- Álvaro Affonso de Miranda Neto, auch Doda (* 1973), Springreiter
- Juninho Paulista (* 1973), Fußballspieler
- Emerson Pereira da Silva (* 1973), Fußballtrainer und -spieler
- Robert Scheidt (* 1973), Segler
- Fernando Vilela (* 1973), Bildhauer, Grafiker, Schriftsteller und Buchillustrator

#### 1974
- André Akkari (* 1974), Pokerspieler
- Gui Boratto (* 1974), Techno-Live-Act
- Saulo Estevao da Costa Pimenta (* 1974), Fußballspieler
- Paulo Roberto Jamelli Júnior (* 1974), Fußballspieler
- Ricardo Lucas (* 1974), Fußballspieler
- Marcus Vinicius de Morais (* 1974), Fußballspieler
- César Aparecido Rodrigues (* 1974), Fußballspieler und -trainer
- Sylvinho (* 1974), brasilianisch-spanischer Fußballspieler
- Zé Roberto (* 1974), Fußballspieler

#### 1975
- Fábio Camilo de Brito (* 1975), Fußballspieler
- Luciano Burti (* 1975), Automobilrennfahrer
- Hélio Castroneves (* 1975), Automobilrennfahrer
- Ricardo Garcia (* 1975), Volleyballspieler
- Alex Felipe Nery (* 1975), Fußballspieler
- Jair Oliveira (* 1975), Musiker
- Washington Luiz Pereira dos Santos (* 1975), Fußballspieler
- Serjão (* 1975), Fußballspieler
- Anderson Silva (* 1975), MMA-Kämpfer
- Ricardo Souza Silva (* 1975), Fußballspieler

#### 1976
- Cleber Alexandre Gomes (* 1976), Fußballspieler
- Mário Haberfeld (* 1976), Automobilrennfahrer
- Kamau (* 1976), Rapper und Mathematiker
- Vanessa Menga (* 1976), Tennisspielerin
- Robson Ponte (* 1976), brasilianisch-italienischer Fußballspieler
- Bruno Prada (* 1976), Regattasegler
- Joana Prado (* 1976), Model
- Ricardinho (* 1976), Fußballspieler und -trainer
- Marcos Senna (* 1976), brasilianisch-spanischer Fußballspieler
- Zé Elias (* 1976), Fußballspieler

#### 1977
- Rafael Alarçón (* 1977), Squashspieler
- Francisco Arrué (* 1977), chilenischer Fußballspieler
- Herbert Baglione (* 1977), Graffiti-Künstler
- Falcão (* 1977), Fußball- und Futsalspieler
- Tania Khalill (* 1977), Schauspielerin und Sängerin
- Santiago Nazarian (* 1977), Schriftsteller
- DJ Patife (* 1977), Musiker
- Alessandro Beti Rosa (* 1977), Fußballspieler
- Maria Rita (* 1977), Sängerin
- Henrique Schneider (* 1977), Schweizer Wirtschaftswissenschaftler
- Debora Waldman (* 1977), brasilianisch-israelische Dirigentin

#### 1978
- Suzana Alves (* 1978), Schauspielerin, Sängerin und Tänzerin
- Washington Luigi Garucia (* 1978), Fußballspieler
- Eduardo César Gaspar (* 1978), Fußballspieler
- Sheila Mello (* 1978), Tänzerin, Schauspielerin und Model
- Eliseu Neto (1978–2024), Psychoanalytiker und LGBT-Aktivist
- Ana Paula Oliveira (* 1978), Fußballschiedsrichterin und Journalistin
- Márcio Rodrigues (* 1978), Fußballspieler

#### 1979
- Fernando Baiano (* 1979), Fußballspieler
- André Cintra (* 1979), Behindertensportler, paralympischer Snowboarder
- Milene Domingues (* 1979), Model und Fußballspielerin
- Cassius Duran (* 1979), Wasserspringer
- Daniel Galera (* 1979), Schriftsteller und Übersetzer
- Rodrigo Antônio Grilli (* 1979), Tennisspieler
- Alessandro Hirata (* 1979), Jurist
- Adriano Vieira Louzada (* 1979), Fußballspieler
- Ricardo Maurício (* 1979), Automobilrennfahrer
- Luciana Mello (* 1979), Berufstänzerin und Sängerin
- Celso Moraes (* 1979), Fußballspieler
- Mariana Palma (* 1979), bildende Künstlerin
- Daniela Piedade (* 1979), Handballspielerin
- Ellen Rocche (* 1979), Fotomodell
- Júlio Rocha (* 1979), Schauspieler
- Cristine Santanna (* 1979), brasilianisch-georgische Beachvolleyballspielerin
- Rodrigo Santana (* 1979), Volleyballspieler
- Kelly Santos (* 1979), Basketballspielerin
- Paulo von Scala (* 1979), Badmintonspieler
- Fabiola da Silva (* 1979), Inline-Skaterin
- Fábio Simplício (* 1979), Fußballspieler
- Ricardo Villar (* 1979), Fußballspieler

#### 1980
- Edson Araújo (* 1980), Fußballspieler
- Mariana Aydar (* 1980), Sängerin und Songwriterin
- William Rocha Batista (* 1980), Fußballspieler
- Anderson Cléber Beraldo (* 1980), Fußballspieler
- Brandão (* 1980), Fußballspieler
- Céu (* 1980), Sängerin und Songwriterin
- Kléber de Carvalho Corrêa (* 1980), Fußballspieler
- André Galiassi (* 1980), Fußballspieler
- Emily Lima (* 1980), Fußballspielerin und Trainerin
- Yara Linss (* 1980), deutsch-brasilianische Sängerin, Songwriterin und Komponistin
- Fernando de Moraes (* 1980), brasilianisch-australischer Fußball- und Futsalspieler
- Ricardo Oliveira (* 1980), Fußballspieler
- José Roberto Reynoso Fernandez Filho (* 1980), Springreiter
- Leandro Ribela (* 1980), Biathlet und Skilangläufer
- Cassio Rivetti (* 1980), Springreiter
- Álvaro Santos (* 1980), Fußballspieler
- Sandro Cardoso dos Santos (* 1980), Fußballspieler
- Carlos César dos Santos (* 1980), Fußballspieler
- Maik Santos (* 1980), Handballspieler
- Evaeverson Lemos da Silva (* 1980), Fußballspieler
- Rodrigo Taddei (* 1980), Fußballspieler

### 1981–1990

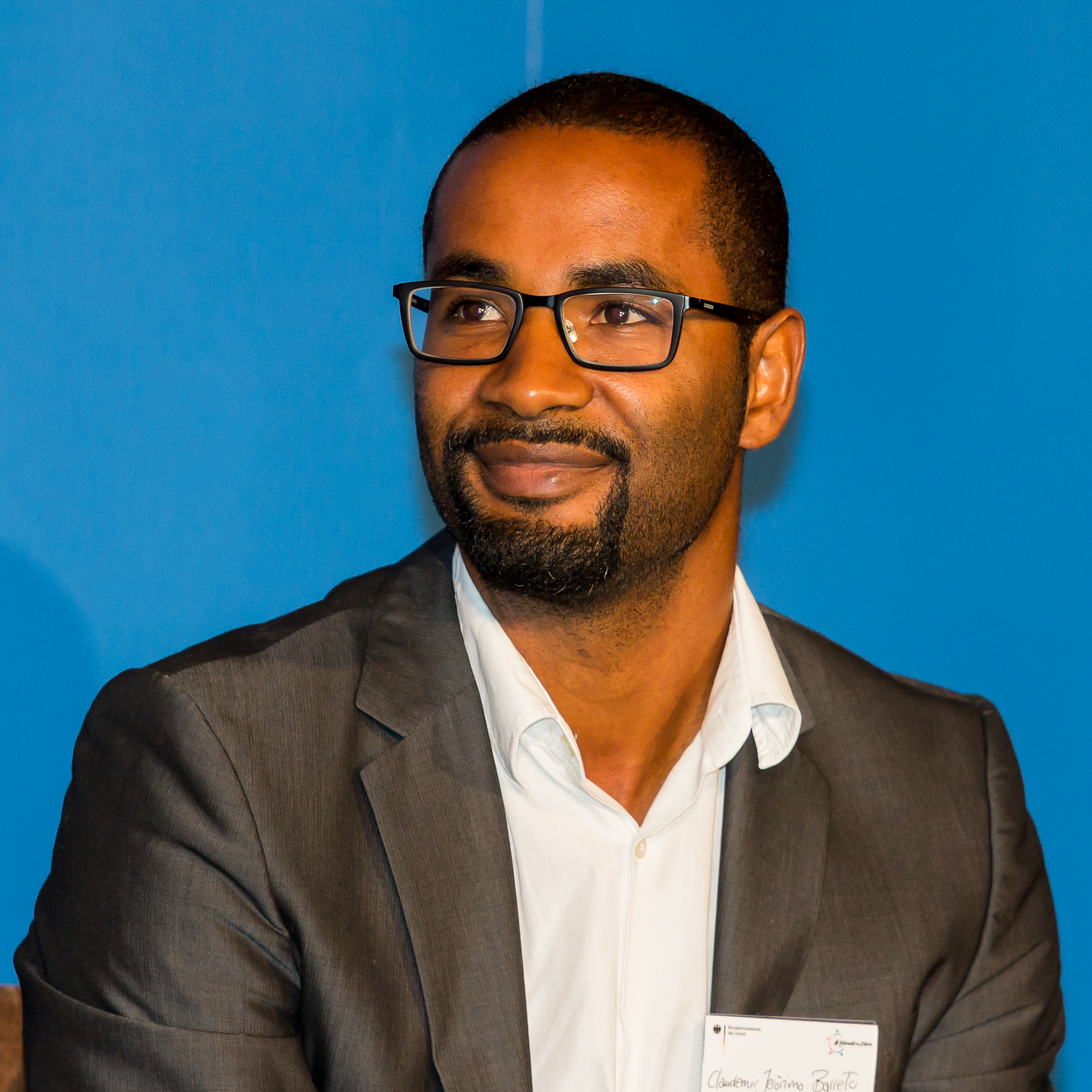
Cacau
(* 1981)

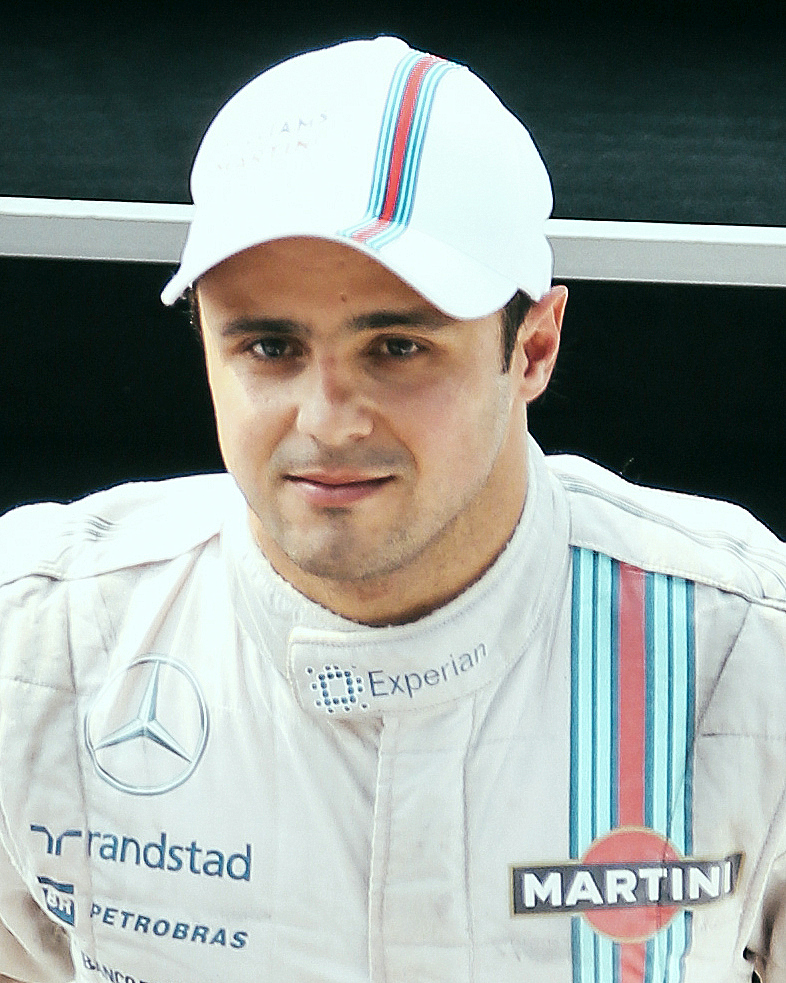
Felipe Massa
(* 1981)

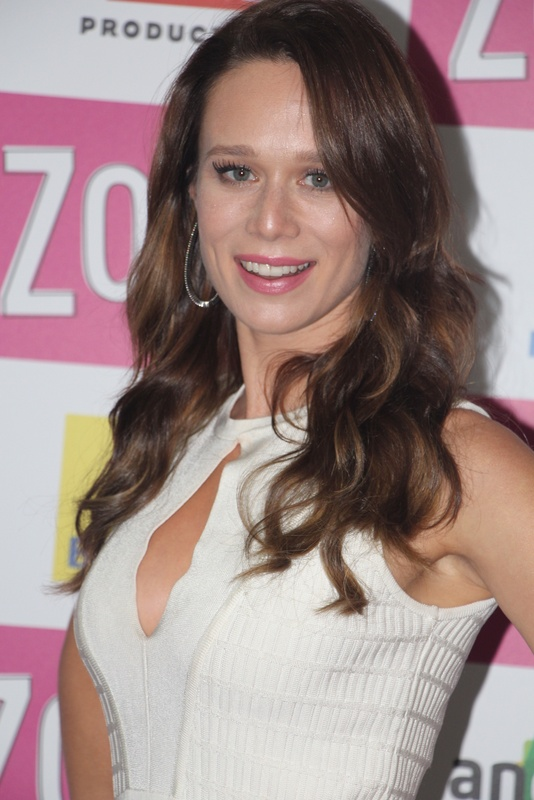
Mariana Ximenes
(* 1981)

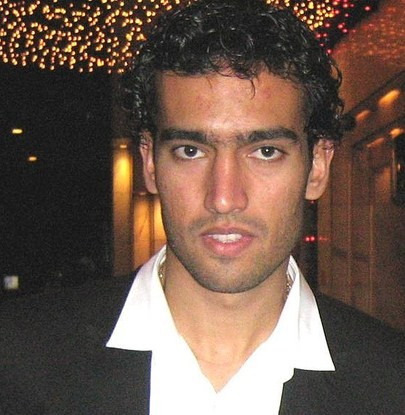
Roger Guerreiro
(* 1982)

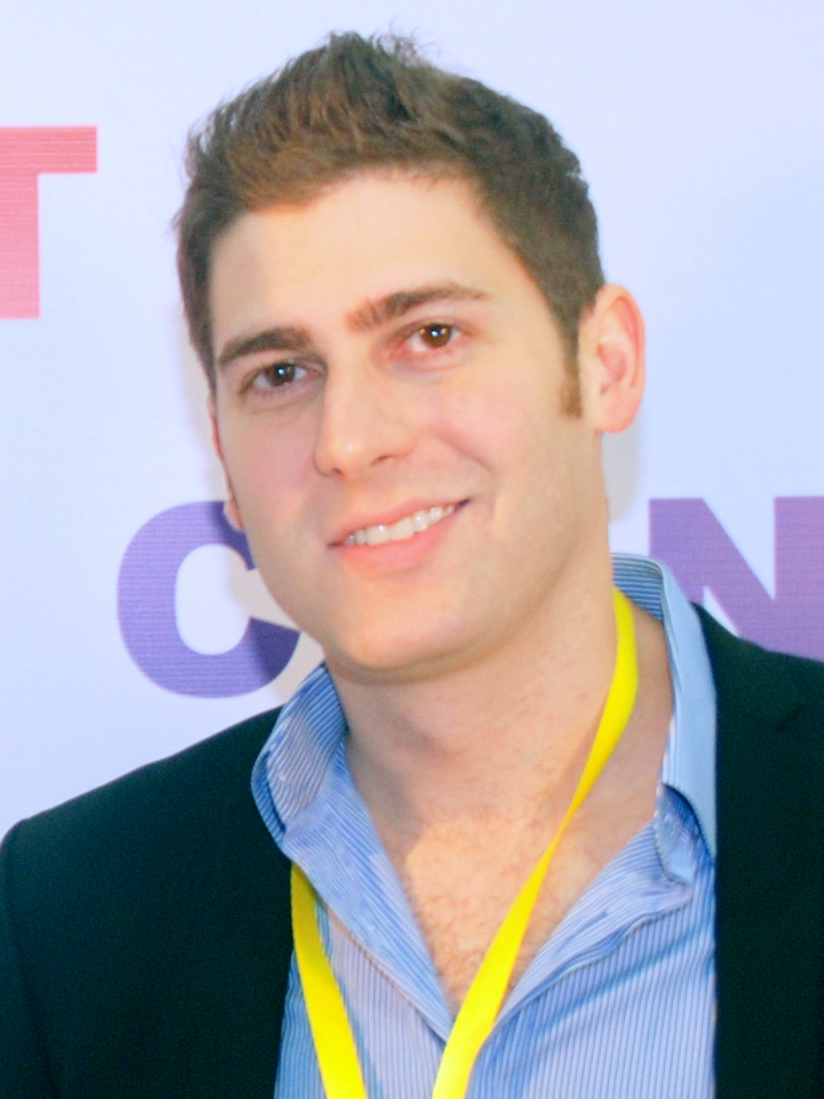
Eduardo Saverin
(* 1982)

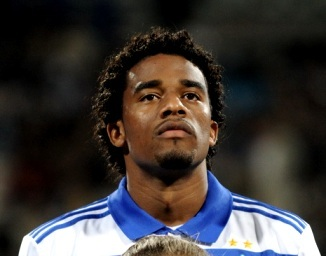
Betão
(* 1983)

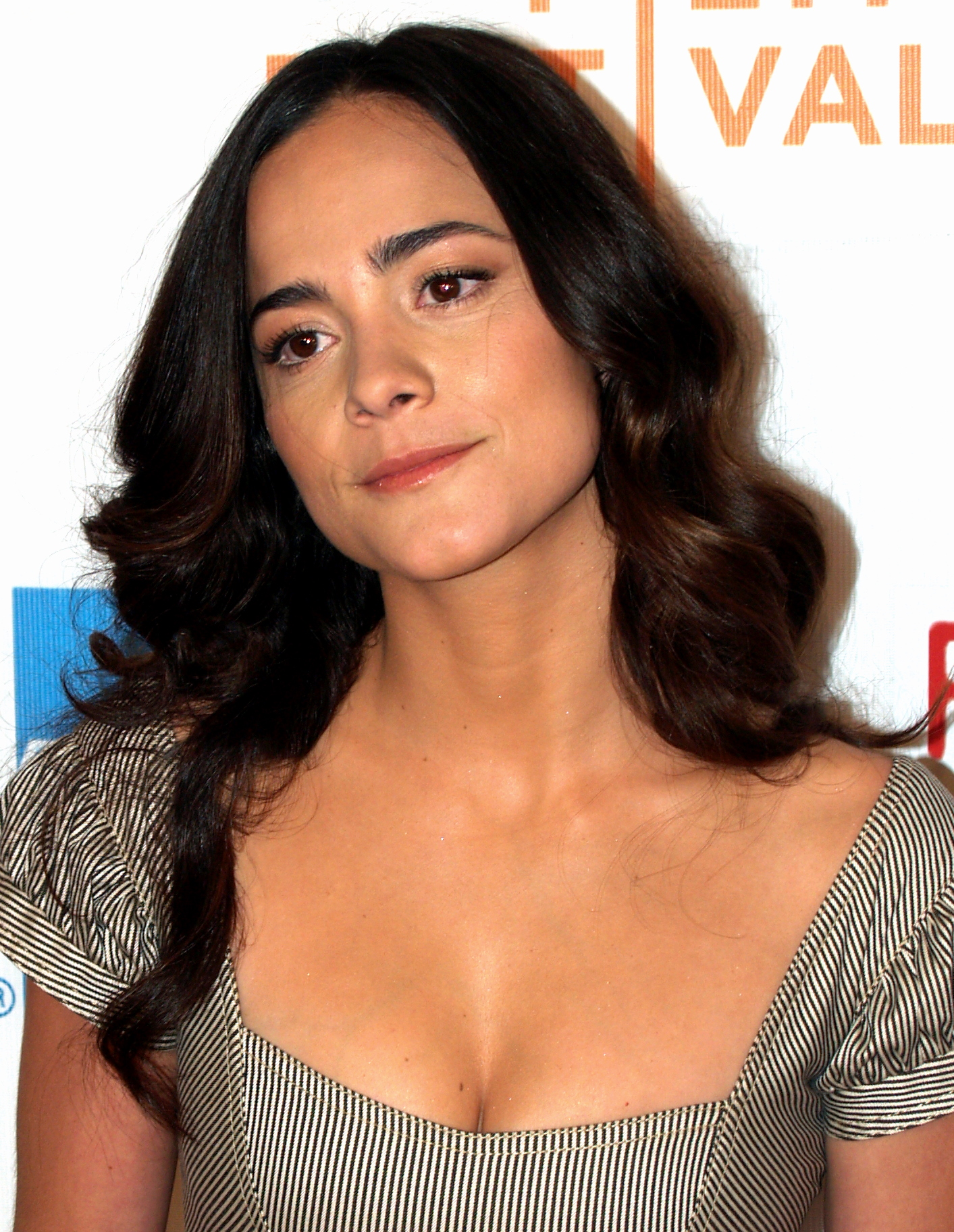
Alice Braga
(* 1983)

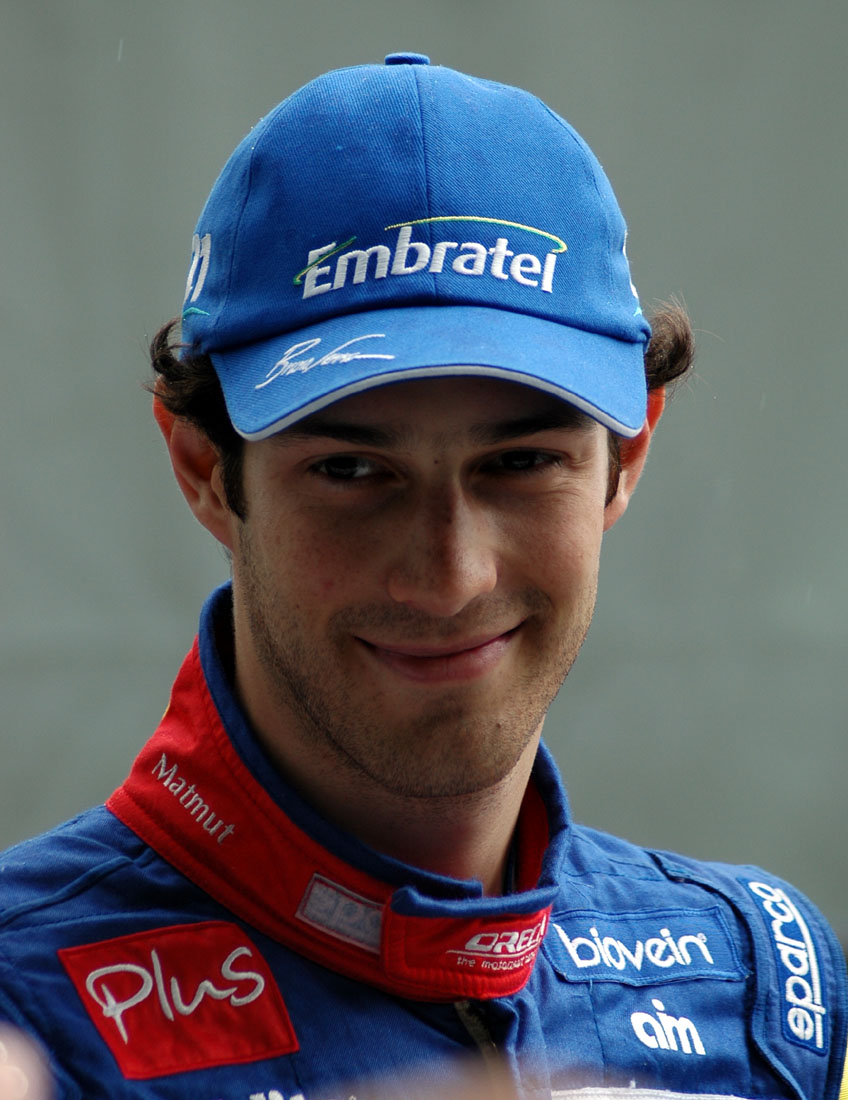
Bruno Senna
(* 1983)

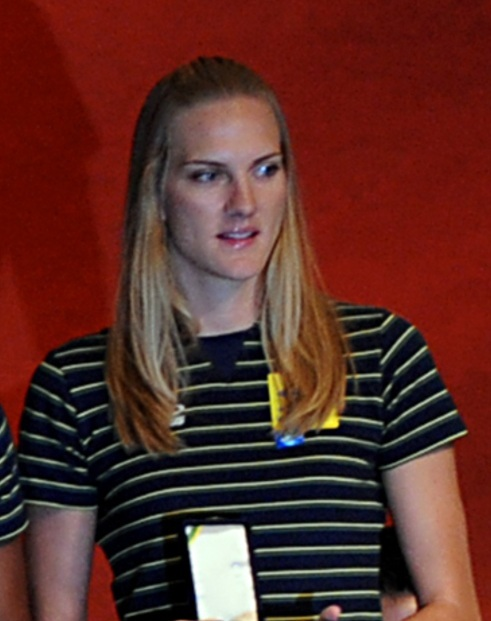
Marianne Steinbrecher
(* 1983)

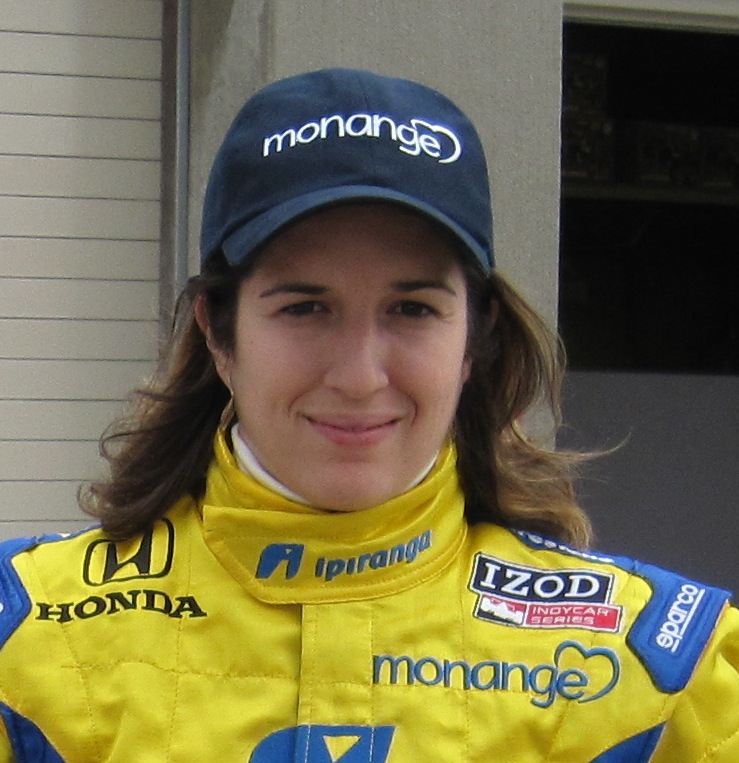
Ana Beatriz
(* 1985)

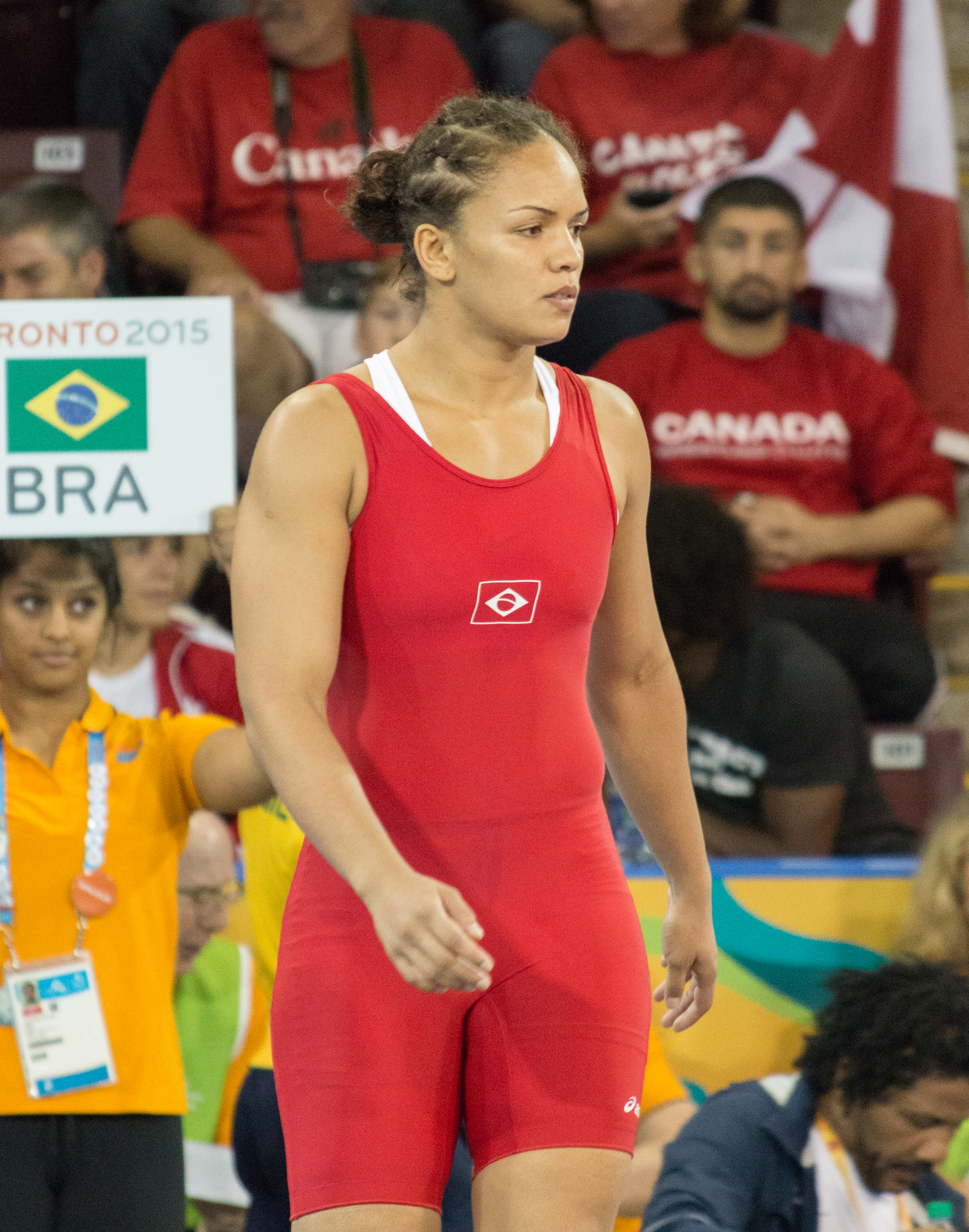
Aline da Silva Ferreira
(* 1986)

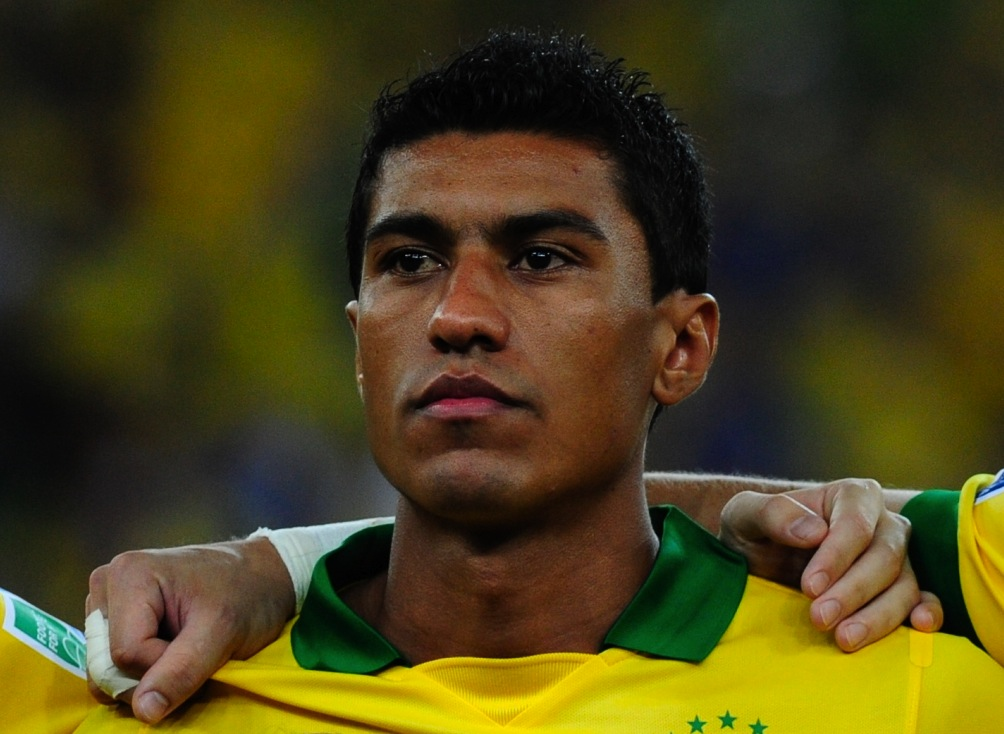
Paulinho
(* 1988)

#### 1981
- Adriana Araújo (* 1981), Boxerin
- Júlio Baptista (* 1981), Fußballspieler
- Cacau (* 1981), deutsch-brasilianischer Fußballspieler
- Felipe de Souza Campos (* 1981), Fußballspieler
- Joana Costa (* 1981), Stabhochspringerin
- Evelyn Cristina Lourenco Delogú (* 1981), Volleyballspielerin
- Arthur Elias (* 1981), Fußballtrainer
- Ewerthon (* 1981), Fußballspieler
- Flávio Pereira Faroni (* 1981), Fußballspieler
- Julián Fuks (* 1981), Schriftsteller, Übersetzer und Literaturkritiker
- Daniel Gigante (* 1981), Fußballspieler
- Felipe Massa (* 1981), Automobilrennfahrer
- Daniel Mendes (* 1981), Fußballspieler
- Eduardo Gonçalves de Oliveira (* 1981), Fußballspieler
- João Paulo de Oliveira (* 1981), Automobilrennfahrer
- Guilherme Raymundo do Prado (* 1981), Fußballspieler
- Marcus Tulio Tanaka (* 1981), japanisch-brasilianischer Fußballspieler
- Titãs (gegründet 1981), Punkrockband
- Mariana Ximenes (* 1981), Schauspielerin

#### 1982
- Leandro Barbosa (* 1982), Basketballspieler
- Rodolfo Dantas Bispo (* 1982), Fußballspieler
- Diego Cavalieri (* 1982), Fußballtorhüter
- Wilton Figueiredo (* 1982), Fußballspieler
- Roger Guerreiro (* 1982), polnischer Fußballspieler brasilianischer Herkunft
- Juan Maldonado Jaimez Júnior (* 1982), Fußballspieler
- Kahê (* 1982), Fußballspieler
- Daniel Ribeiro (* 1982), Filmregisseur und Drehbuchautor
- Tuka Rocha (1982–2019), Automobilrennfahrer
- Rosana (* 1982; Rosana dos Santos Augusto), Fußballspielerin
- Rubinho (* 1982), Fußballspieler
- Eduardo Saverin (* 1982), einer der Gründer von Facebook
- Anderson Silva (* 1982), Fußballspieler
- Gustavo Sondermann (1982–2011), Automobilrennfahrer

#### 1983
- Betão (* 1983), Fußballspieler
- Alice Braga (* 1983), Schauspielerin
- Danilo Bueno (* 1983), Fußballspieler
- Pablo Campos (* 1983), Fußballspieler
- George Danzer (* 1983), deutsch-brasilianischer Pokerspieler
- Danilo Dirani (* 1983), Automobilrennfahrer
- Everton (* 1983), Fußballspieler
- Honorato Gláuber (* 1983), Fußballspieler
- Marcelo Huertas (* 1983), Basketballspieler
- Monica Mattos (* 1983), Pornodarstellerin
- Ânderson Miguel da Silva (* 1983), Fußballspieler
- Joyce Muniz (* 1983), brasilianisch-österreichische DJ, Sängerin und Musikproduzentin
- Paulo Nagamura (* 1983), Fußballspieler
- Felipe Ramos (* 1983), Pokerspieler
- Suzane von Richthofen (* 1983), Mörderin
- Dyego Rocha Coelho (* 1983), Fußballspieler
- André Santos (* 1983), Fußballspieler
- Bruno Senna (* 1983), Automobilrennfahrer
- Anna Setton (* 1983), Jazzmusikerin
- Marianne Steinbrecher (* 1983), Volleyballspielerin und Olympiasiegerin
- Pedro Veniss (* 1983), Springreiter
- Leandro Vissotto Neves (* 1983), Volleyballspieler

#### 1984
- Fernando Augusto de Abreu Ferreira (* 1984), Fußballspieler
- Daniela Alves Lima (* 1984), Fußballspielerin
- Wendel Raul Gonçalves Gomes (* 1984), Fußballspieler
- Lucas di Grassi (* 1984), Automobilrennfahrer
- Rogério Dutra da Silva (* 1984), Tennisspieler
- Renata Cristina de Jesus Benedito (* 1984), Volleyballspielerin
- Sérgio Jimenez (* 1984), Automobilrennfahrer
- Mariá Portugal (* 1984), Jazz- und Improvisationsmusikerin
- Emiliano Sampaio (* 1984), Jazzmusiker und Komponist
- Daniel Serra (* 1984), Automobilrennfahrer
- Cidimar Rodrigues da Silva (* 1984), Fußballspieler
- Bruna Surfistinha (* 1984), Prostituierte und Bestseller-Autorin
- Ralf de Souza Teles (* 1984), Fußballspieler

#### 1985
- Ana Beatriz (* 1985), Automobilrennfahrerin
- Carlos Chinin (* 1985), Zehnkämpfer
- Pedro Geromel (* 1985), Fußballspieler
- Alex Henrique (* 1985), Fußballspieler
- Ricardo Hocevar (* 1985), Tennisspieler
- Leandro Love (* 1985), Fußballspieler
- Fernando Rees (* 1985), Automobilrennfahrer
- Henrique Andrade Silva (* 1985), Fußballspieler
- Ana Carolina Reston Macan (1985–2006), Fotomodell
- Rodnei (* 1985), Fußballspieler
- Carlos Santos de Jesus (* 1985), Fußballspieler
- Patrick Roberto Daniel da Silva (* 1985), Fußballspieler
- Wellington Brito da Silva (* 1985), Fußballspieler
- Flavio Stückemann (* 1985), deutscher Basketballspieler
- Elias Mendes Trindade (* 1985), Fußballspieler
- Thaíssa Presti (* 1985), Sprinterin

#### 1986
- Mariana Arimori (* 1986), Badmintonspielerin
- Caio (* 1986), Fußballspieler
- Emerson da Conceição (* 1986), Fußballspieler
- Alexandre Luiz Fernandes (* 1986), Fußballspieler
- Aline da Silva Ferreira (* 1986), Ringerin
- Samuel Firmino de Jesus (* 1986), Fußballspieler
- Maria Gadú (* 1986), Sängerin, Komponistin und Gitarrenspielerin
- Mike Krieger (* 1986), Unternehmer und Software-Entwickler
- Fabiana Moraes (* 1986), Hürdenläuferin
- Diego Nunes (* 1986), Automobilrennfahrer

#### 1987
- Wágner de Andrade Borges (* 1987), Fußballspieler
- Rafael Andriato (* 1987), Radrennfahrer
- Ricardo Aparecido Tavares (* 1987), Fußballspieler
- Eric Botteghin (* 1987), Fußballspieler
- Stephanie Fantauzzi (* 1987), Model, Sängerin und Schauspielerin
- Carlos Iaconelli (* 1987), Automobilrennfahrer
- João Alves de Assis Silva (* 1987), Fußballspieler
- Joe Penna (* 1987), Gitarrist, Animationskünstler und Filmemacher
- Caio Pessagno (* 1987), Pokerspieler
- Mario Romancini (* 1987), Automobilrennfahrer
- Diogo Luis Santo (* 1987), Fußballspieler
- Fabrício dos Santos Silva (* 1987), Fußballspieler
- Wallace de Souza (* 1987), Volleyballspieler
- Rafael Suzuki (* 1987), Automobilrennfahrer

#### 1988
- Alex Rafael da Silva Antônio (* 1988), Fußballspieler
- Rodrigo Barbosa (* 1988), Automobilrennfahrer
- Lari Basilio (* 1988), Gitarristin
- Jhonatan Bernardo (* 1988), Fußballspieler
- Adriano Buzaid (* 1988), Automobilrennfahrer
- Caiuby (* 1988), Fußballspieler
- Daniel Dutra da Silva (* 1988), Tennisspieler
- Isael (* 1988), Fußballspieler
- Henrique Gomide (* 1988), Pianist, Komponist
- Mario Moraes (* 1988), Automobilrennfahrer
- Denílson Pereira Neves (* 1988), Fußballspieler
- Juan Nogueira (* 1988), Boxer
- Pedro Nunes (* 1988), Automobilrennfahrer
- Paulinho (* 1988), Fußballspieler
- Josiel Alves de Oliveira (* 1988), Fußballspieler
- Maicon Pereira Roque (* 1988), Fußballspieler
- Yannick Pupo (* 1988), Fußballspieler
- Aggro Santos (* 1988), englischer Rapper
- Érika Cristiano dos Santos (* 1988), Fußballspielerin
- Maurício dos Santos Nascimento (* 1988), Fußballspieler
- José Leonardo Ribeiro da Silva (* 1988), Fußballspieler

#### 1989
- Francielle Manoel Alberto (* 1989), Fußballspielerin
- Júnior Caiçara (* 1989), Fußballspieler
- Fagner Conserva Lemos (* 1989), Fußballspieler
- Dentinho (* 1989), Fußballspieler
- Cássio Francisco de Jesus (1989–2025), Fußballspieler
- Felipe Kitadai (* 1989), Judoka
- Fernando Marçal (* 1989), Fußballspieler
- Ricardinho (* 1989), Fußballspieler

#### 1990
- Renato de Araújo Chaves Júnior (* 1990), Fußballspieler
- Leah Fortune (* 1990), Fußballspielerin
- Gabriel Paulista (* 1990), Fußballspieler
- Bruno Peres (* 1990), Fußballspieler
- Vanessa Spínola (* 1990), Siebenkämpferin

### 1991–2000

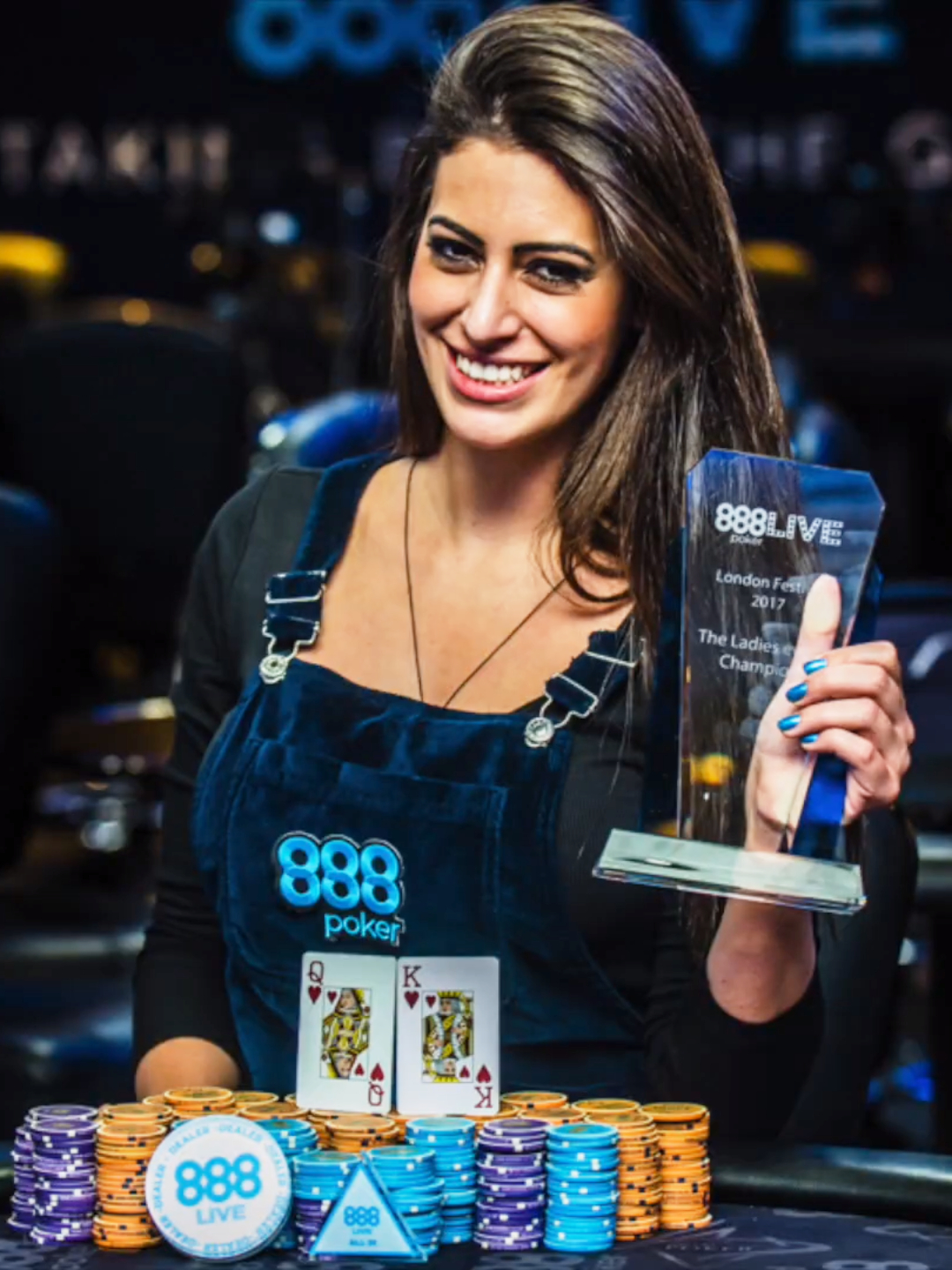
Vivian Saliba
(* 1993)

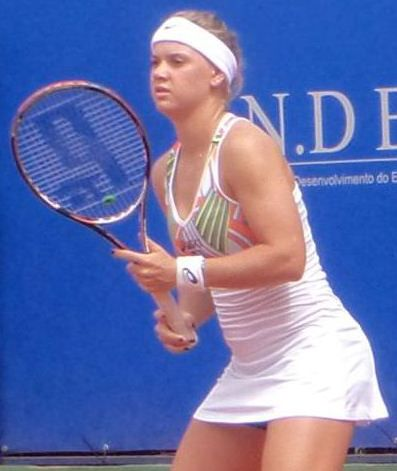
Laura Pigossi
(* 1994)

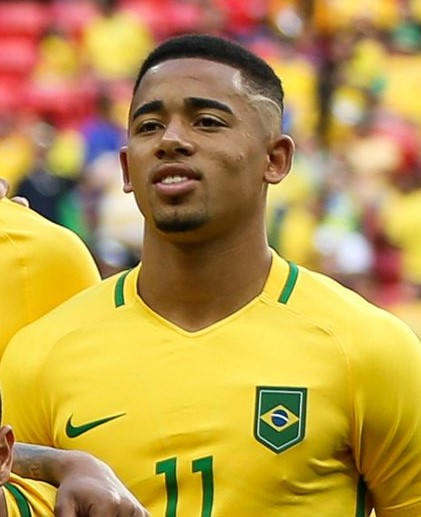
Gabriel Jesus
(* 1997)

#### 1991
- Bruno Andrade (* 1991), Automobilrennfahrer
- Wellington Aparecido Martins (* 1991), Fußballspieler
- Fellipe Bertoldo (* 1991), brasilianisch-osttimoresischer Fußballspieler
- Kahena Kunze (* 1991), Regattaseglerin
- Guilherme Melo (* 1991), Squashspieler
- William Morais (1991–2011), Fußballspieler
- Nilson (* 1991), Fußballspieler
- Diogo Rangel (* 1991), Fußballspieler
- Lucas dos Santos Rocha da Silva (* 1991), Fußballspieler
- Gabriel Silva (* 1991), Fußballspieler

#### 1992
- Felipe Almeida Wu (* 1992), brasilianischer Sportschütze
- Willian Arão (* 1992), Fußballspieler
- Miguel Bianconi (* 1992), brasilianisch-italienischer Fußballspieler
- Victor Carbone (* 1992), Automobilrennfahrer
- Pedro Henrique Cortes Oliveira Góis (* 1992), brasilianisch-osttimoresischer Fußballspieler
- Víctor Guerin (* 1992), Automobilrennfahrer
- Caroline Martins (* 1992), Handballspielerin
- Lucas Moura (* 1992), Fußballspieler
- Willian Pacheco (* 1992), Fußballspieler
- Bruno Semenzato (* 1992), Tennisspieler
- Rafael da Silva (* 1992), Fußballspieler
- Tchê Tchê (* 1992), Fußballspieler
- Giancarlo Vilarinho (* 1992), Automobilrennfahrer
- Neymar (* 1992), Fußballspieler

#### 1993
- Rafinha (* 1993), brasilianisch-spanischer Fußballspieler
- Tabata Amaral (* 1993), Astrophysikerin und Politikerin
- Luís Felipe Derani (* 1993), Automobilrennfahrer
- Carlos Eduardo Bendini Giusti (* 1993), Fußballspieler
- Vivian Saliba (* 1993), Pokerspielerin
- João Schmidt (* 1993), Fußballspieler
- Rafael Leandro Thomaz (* 1993), Fußballspieler

#### 1994
- Erica Dillmann (* 1994), deutsche Fußballspielerin
- Carla Forte (* 1994), Tennisspielerin
- Marquinhos (* 1994), Fußballspieler
- Lucas Piazón (* 1994), Fußballspieler
- Laura Pigossi (* 1994), Tennisspielerin

#### 1995
- Moisés Roberto Barbosa (* 1995), Fußballspieler
- Nathan Cardoso (* 1995), brasilianisch-italienischer Fußballspieler
- Diego Gobbi (* 1995), Squashspieler
- Giulia Guarieiro (* 1995), Handballspielerin
- Bernardo Fernandes da Silva Junior (* 1995), Fußballspieler
- Thiago Moura (* 1995), Hochspringer
- Orinho (* 1995), Fußballspieler
- Tainá (* 1995), Fußballspielerin
- Raphael Veiga (* 1995), Fußballspieler

#### 1996
- Leonardo Abrahão (* 1996), Handballspieler
- Eric Granado (* 1996), Motorradrennfahrer
- Beatriz Haddad Maia (* 1996), Tennisspielerin
- Rafael Miguel (1996–2019), Fernsehschauspieler
- Lucas Paulista (* 1996), brasilianisch-argentinischer Fußballspieler
- Gustavo Almeida dos Santos (* 1996), Fußballspieler
- Leticia de Souza (* 1996), Sprinterin

#### 1997
- Adriel (* 1997), Fußballspieler
- Guilherme Arana (* 1997), Fußballspieler
- Gabriel (* 1997), Fußballspieler
- Gabriel Jesus (* 1997), Fußballspieler
- Malcom (* 1997), Fußballspieler
- Matheus Henrique (* 1997), Fußballspieler
- David Neres (* 1997), Fußballspieler
- Victor Santos (* 1997), Skilangläufer
- Luisa Stefani (* 1997), Tennisspielerin

#### 1998
- Vitória Alves (* 1998), Hürdenläuferin
- Vitor Baptista (* 1998), Automobilrennfahrer
- Felippe Cardoso (* 1998), Fußballspieler
- Anderson dos Santos Gomes (* 1998), Fußballspieler

#### 1999
- Gabriela Bitolo (* 1999), Handballspielerin
- Danilo (* 1999), Fußballspieler
- Gabriel Décamps (* 1999), Tennisspieler
- Pedro Gabriel Pereira Lopes (* 1999), Fußballspieler
- Mateusinho (* 1999), Fußballspieler
- Emerson Royal (* 1999), Fußballspieler
- Tuta (* 1999), Fußballspieler

#### 2000
- Marcela Arounian (* 2000), Handballspielerin
- Alan de Falchi (* 2000), Leichtathlet

### Geburtsjahr unbekannt
- Diógenes Randes, Opernsänger

## 21. Jahrhundert

### 2001–2010
- Jheniffer (* 2001), Fußballspielerin
- Gustavo Heide (* 2002), Tennisspieler
- Murillo (* 2002), Fußballspieler
- Pedro Gonçalves Oliveira (* 2002), Fußballspieler
- Itallo Hendrik Faria Benedito (* 2003), Fußballspieler
- Gabriel Bortoleto (* 2004), Automobilrennfahrer
- Enzo Valentim Garcia (* 2004), Motorradrennfahrer
- Bruno Kuzuhara (* 2004), US-amerikanischer Tennisspieler
- Diogo Moreira (* 2004), Motorradrennfahrer
- Enzo Valentim (* 2004), Motorradrennfahrer
- Guido Sant’Anna (* 2005), Geiger
- Wesley (* 2005), Fußballspieler